# ひとしずく×やま△
ひとしずく×やま△（ひとしずくかけるやまさんかっけー）は、日本の音楽ユニット。
音声合成ソフト歌唱による楽曲をインターネット上に発表するボカロP・ひとしずくとやま△が主体のユニットである。商業的にも音楽家として活動し、音声合成ソフト未使用の楽曲提供では、「ツキウタ。」シリーズなどに携わる。ひとしずくの場合は、自作曲を原案としたボカロ小説を執筆する小説家でもある。
同人活動時のサークル名は「teamOS（チーム オー エス）」。
同人ゲーム『Café Twilight』運用時のサークル名は「NABLATEAR（ナブラティア）」。

## 概要
各種動画投稿サイトにて、楽曲制作やアレンジを行うひとしずくとやま△のボカロP2人組に、ボカロ絵師・鈴ノ助、動画クリエイター・TSO、VAVAを主要メンバーとして活動。
VOCALOID黎明期から活動しており、制作する楽曲のYouTube内での総再生数は2億超え（2024年9月時点）。音声合成ソフト使用楽曲においては、音声合成ソフトのキャラクターをモチーフにした物語系の楽曲を制作している。
代表曲のうち、楽曲 「Bad ∞ End ∞ Night」は、ひとしずく自著による小説化・漫画化のメディアリミックス展開にまで発展し、同シリーズ4部作は絶大な人気を誇る。この他、「祝福のメシアとアイの塔」・「Alice in N.Y.」などは、YouTube内での再生数が1000万を超え、ひとしずくはXのポストで、特に楽曲MV「Alice in N.Y.」を自身らでも「一番の力作」と述懐する。
音声合成ソフト未使用の商業活動も「ツキウタ。」シリーズのほか多岐にわたり、出版社案件では、小説作品告知PVへのテーマソング、ゲーム業界案件では、『Custom Drive』や「STORM LOVER」シリーズなどの楽曲提供にも携わる。

## 作風
音声合成ソフト使用楽曲においては、音声合成ソフトのキャラクターをモチーフにした物語系の楽曲を制作。同様にメディアリミックスを果たしたmothy_悪ノP作品やじん作品のように、楽曲同士が手広くリンクすることはなく、制作楽曲の殆どが単独またはアンサーソングのみで完結する世界観となる。尚、物語系のVOCALOID楽曲に見られる風潮として、キャラクターの扱いは、各ソフトウェアの公式設定に準じないことが多く、ひとしずく×やま△作品においても例外でないことを留意されたし。
前述「#概要」の通り、再生数の多い楽曲は複数の音声合成ソフトを使用する合唱形式とする作品が目立つものの、「Synchronicity」3部作や楽曲「秘蜜～黒の誓い～」といった、鏡音リン・レン歌唱のデュエット曲なども多く制作する。

### 作品群
以下、代表的な”作品群”から、3作以上の連作または商業的なメディアリミックス展開に発展していることを基準とする。

#### 「Synchronicity 〜巡る世界のレクイエム〜」
2009年2月、ニコニコ動画（ひとしずくアカウント）にて、シリーズ最初となる楽曲MV「君を捜す空」を投稿。原案となるプロットはCAZとくまがい（水城）が担当しており、シリーズ3部作の為の特設サイトに物語が掲載されている。2012年12月、ニコニコ動画にて、楽曲MV「Synchronicity〜第三章 巡る世界のレクイエム〜」の投稿と特設サイト更新により完結。2024年開催の「初音ミクシンフォニー 2024」にて、オーケストレーションメドレーを公演。尚、オーケストラ以外でのメディアリミックス展開はない（2024年11月現時点）。
"Synchronicity"の読みは「シンクロニシティ」。同名作品は本作以外にも複数存在するが関連はない。

#### 「Bad ∞ End ∞ Night」シリーズ
2012年1月、ニコニコ動画にて、シリーズ最初となる楽曲MV「Bad ∞ End ∞ Night」を投稿。本楽曲は、同月発売のアルバム『EXIT TUNES PRESENTS Vocalodream feat.初音ミク』の為、ジャケットイラストからインスピレーションを受けた新規書き下ろしであり、楽曲MVの作画は鈴ノ助だが、衣装デザインはジャケット作画のボカロ絵師・左が考案者となる。「Night」シリーズとも呼ばれる4部作へと発展し、2014年9月、ニコニコ動画にて、最終幕の楽曲MV「EveR ∞ LastinG ∞ NighT」を投稿後、小説化・漫画化ののち完結した。使用された音声合成ソフトは4楽曲とも共通しており、初音ミク・鏡音リン・鏡音レン・巡音ルカ・KAITO・MEIKO・GUMI・神威がくぽによる合唱形式である。尚、2023年8月以降、YouTube版の楽曲MV「EveR ∞ LastinG ∞ NighT」は、「自殺、自傷行為、摂食障害に関するポリシー」の為、ぼかしが追加編集したレーティング仕様となっている（2024年11月現時点）。
楽曲MV「Bad ∞ End ∞ Night」の再生数は、ニコニコ動画内における自身ら初のミリオン達成作であり、ピアプロキャラクターズ全員歌唱によるオリジナル楽曲として初のミリオン達成となった。

#### 「ミスルトウ」シリーズ
2015年7月、YouTubeにて、シリーズ最初となる楽曲MV「ミスルトウ〜魂の宿り木〜」を投稿。

## メンバー
商業的に楽曲のみ提供・参加でない限りは、サークル「teamOS」として、イラストレーターや動画クリエイターも加わることがある。

### ひとしずく
ボカロP。音楽家、小説家。ニコニコ動画活動初期のユーザーネームは「さも」。愛称および小説執筆時のの名義は「ひとしずくP」であり、自身2作目の楽曲「last songs〜涙の海へ〜」の歌詞を由来とする。作編曲・歌詞・楽曲中の設定を中心に担当。女性。2008年10月、鏡音リン・レンを使用して発表した楽曲「soundless voice」の投稿からブレイクし、ニコニコ動画内では、対となる楽曲「proof of life」と共に、「鏡音三大悲劇」として同名タグが付与されるなどの話題作となった。2011年以降、やま△とユニットでの活動を始める。好きな音楽はドビュッシーやUKロックといった洋楽中心。温泉巡りが趣味。やま△のブログ上で、声優・細谷佳正のファンであることが明かされる。

#### 文筆活動（名義：ひとしずくP）
2012年9月発売の小説『秘蜜〜黒の誓い〜』で商業デビュー。本作は、ニコニコ動画へ2010年に投稿した同名の楽曲を原作として、自著による小説化。この他、楽曲「Bad ∞ End ∞ Nigtht」シリーズや楽曲「からくり卍ばーすと」も自著による小説化を果たす。

実在する声優ユニット・生天目仁美と伊藤静の愛称である”ひとしずく”との関連はない。

### やま△（やまさんかっけー）
ボカロP。音楽家。誕生日：8月18日。男性。作編曲・ミキシングエンジニア・マスタリングエンジニアを担当。好きなアーティストは菅野よう子やArch Enemy。酒好き。2011年以降、ひとしずくとユニットでの活動を始める。やま△自身のブログ上では、MIX・マスタリングに関する機材の話を記事にしていることが多く、その更新頻度については度々Twitterが便利すぎることを主張。ひとしずく楽曲に対して、SEが多く大変な作業であることを明かす。
音楽活動の他にも、ゲームプログラミングを行う。

アイコンでは「Production Delta.」との表記を確認できるが、名義で使用する特殊文字は”△（三角形）”である。ブラウザ上での検索結果には表示されない為、Xなどのユーザーページでは、「やま△（やまさんかっけー）」と読みを併記。ギリシャ文字のΔに変更することも検討した。尚、類似の名義を使用するライトノベル作家・やま、動画クリエイター・やまとの関連は確認できない。

### 鈴ノ助（すずノすけ）
ボカロ絵師。イラストレーター。VOCALOID楽曲や同人活動では、楽曲MVやアルバムのジャケットの作画担当など、特にひとしずく×やま△、mothy_悪ノPにイラスト提供を行う。商業活動としても、ひとしずく作品やmothy作品ではメジャーアルバムのジャケットや小説書影・ピンナップイラストを手掛ける。近年では、VOCALOIDに関連のない小説書影を複数担当するなど、マルチに活躍している。イラストレーターとしての代表作は、ゲーム『＃コンパス 戦闘摂理解析システム』に登場する深川まといのキャラクターデザイン、小説『悲劇の元凶となる最強外道ラスボス女王は民の為に尽くします。』の書影など。（別途作成予定）
別表記の実在する人物である俳優・鈴之助との関連はない。

### TSO
動画クリエイター。Xやニコニコ動画でのユーザーネームは「とさお」。

### VAVA（ヴァヴァ）
動画クリエイター。

## 来歴
以下、ユニットとしての活動のみ投稿者など省略。

### 2008年
- 7月22日 - ニコニコ動画にて、ひとしずくがVOCALOIDを初使用した楽曲MV「【初音ミク】　大和撫子　ミクオリジナル」初投稿。ボカロPとして活動開始。
- 8月1日 - ニコニコ動画にて、やま△が別名義[注釈 2]で初投稿。活動開始。
- 8月29日 -  ニコニコ動画にて、ひとしずくが楽曲MV「オリ曲 　last song 〜涙の海へ〜 初音ミクオリジナル曲」投稿。愛称”ひとしずくP”のきっかけとなる。
- 10月29日 - ニコニコ動画にて、ひとしずくが楽曲MV「【鏡音レン】soundless voice 【オリジナル】」投稿。

### 2009年
- 2月25日 -  ニコニコ動画にて、ひとしずくが「Synchronicity」第1章となる楽曲MV「【鏡音レン】君を捜す空【オリジナル】」投稿。
- 7月31日 - YouTubeにて活動開始。
- 12月14日 -  ニコニコ動画にて、やま△がVOCALOIDを初使用した楽曲MV「【巡音ルカ】 duplicator 【オリジナル】」投稿。ボカロPとして活動開始。

### 2010年
- 4月5日 - ニコニコ動画にて、楽曲MV「【鏡音リン・レン】秘蜜〜黒の誓い〜【オリジナル】」投稿。

### 2011年
- 6月23日 - ニコニコ動画にて、ゲーム『STORM LOVER 夏恋!!』のOP投稿。やま△が楽曲提供でシリーズ初参加。

### 2012年
- 1月15日 -  ニコニコ動画にて、楽曲MV「【ボカロ8人】Bad ∞ End ∞ Night【オリジナル】」を投稿。
- 3月28日 - カバーアルバム『小室哲哉 meets VOCALOID』発売。小室哲哉公認で楽曲「DEPARTURES」を鏡音リン・レンカバー。
- 9月20日 - 小説『秘蜜〜黒の誓い〜』発売。ひとしずくが小説家デビュー。書影：鈴ノ助。
- 11月4日 - ニコニコ動画にて、楽曲MV「Bad ∞ End ∞ Night」の再生数が自身初のミリオン達成。
- 12月19日 - 自身ら初のメジャーアルバム『EndlessroLL』発売。

### 2013年
- 7月5日 - ドラマCD『7月 文月 海　「さよなら夢花火」』発売。「ツキウタ。」シリーズ初参加。

### 2014年
- 4月15日 - 楽曲MV「【ボカロ6人】Party×Party【超パ3テーマ曲】」を投稿。同月開催の「ニコニコ超パーティーⅢ」テーマ曲。
- 11月28日 - 小説『Bad ∞ End ∞ Night』上下巻同時発売。著：ひとしずく、書影：鈴ノ助。

### 2015年
- 6月19日 - ゲーム「maimai」シリーズの”言ノ葉Project”に楽曲「言ノ葉遊戯」提供。
- 9月 - 『初音ミクかるた（CD付き）』発売。かるた読み上げ時の音声を担当。

### 2016年
- 5月24日 - 江崎グリコ「冷やして鳴らそう♪お菓子のいい音」企画実施。初音ミク起用のコマーシャルに楽曲提供で参加。

### 2017年
- 8月31日 - 単行本『初音ミク 10th Anniversary Book special CD』発売。同梱特典に楽曲「It's a Dragon Party」を提供。
- 12月27日 - アルバム『KARENT presents 鏡音リン・レン 10th Anniversary -LODESTAR-』発売。ひとしずくが同梱特典のボイスドラマ「第二幕　祝☆10周年誕生祭、開催！〜前夜祭〜」に脚本で参加。

## ディスコグラフィ

### ミュージックビデオ
各種動画投稿サイトへ投稿された作品を一覧化するにあたり、ニコニコ動画アカウント、YouTubeアカウントなどを参考とした。本項目では、初出のみを扱い、先行発表済みやリメイク版などは備考欄へ記載する。尚、両者共にpiaproアカウントを所有するが、投稿作品が削除されている為、特に初期作品の初出は暫定的なものとする。確認・編集中（2024年11月）
- 楽曲タイトル：初出の動画投稿サイトから引用。リマスタリング・MIXなどは、別の楽曲/MVとして扱う。
- 動画・イラスト：担当者不在の場合は「―」と記載し太字で示す。

| 【ミュージックビデオ一覧】（再生回数は2024年XX月XX日現在・100ｍ達成を太字） |        |        |               |                                                              |                    |                                                                         |                                                                                  |                  |          |                   |                                                                                  |                  |          | |
|                                                                             | 投稿日 | 投稿日 | 投稿日        | 再生数 （mil.）                                              | 媒体               | タイトル （初出作品を太字）                                             | 楽曲制作                                                                         | 楽曲制作         | 楽曲制作 | 楽曲制作          | イラスト                                                                         | 動画             | 再生時間 | 備考 |
| 年                                                                          | 月     | 日     | 歌唱（feet.） | 再生数 （mil.）                                              | 媒体               | タイトル （初出作品を太字）                                             | 作詞                                                                             | 作曲             | 編曲     |                   | イラスト                                                                         | 動画             | 再生時間 | 備考 |
| 1                                                                           | '8     | 7      | 22            |                                                              | ニコニコ動画       | 【初音ミク】 大和撫子 ミクオリジナル                                    | 初音ミク                                                                         | ひとしずく       | ひ       | ―                 | 粗茶ですが                                                                       | ―                |          | さも名義で投稿。2011年11月、やま△によるMIX版を投稿。イラストはpiaproに投稿された作品を使用。                                                   |
| 2                                                                           | '8     | 8      | 1             |                                                              | ニコニコ動画       | Precursory                                                              |                                                                                  | やま△            | や       | ―                 | TSO                                                                              |                  | 2:56     | Shoma名義で投稿。楽曲MV説明文ではやま△を名乗り、本作が初投稿としている。                                                                       |
| 3                                                                           | '8     | 8      | 1             |                                                              | ニコニコ動画       | 酔・侠・乱・女                                                          |                                                                                  | やま△            | や       | ―                 | TSO                                                                              |                  | 3:02     | Shoma名義で投稿。祭りをイメージ。2009年7月、YouTubeでも公開。                                                                                  |
| 4                                                                           | '8     | 8      | 29            |                                                              | ニコニコ動画       | オリ曲 last song 〜涙の海へ〜 初音ミクオリジナル曲                      | 初音ミク                                                                         | ひとしずく       | ひ       | ―                 | のこのこ                                                                         |                  |          | さも名義で投稿。イラストはpiaproに投稿された作品を使用。                                                                                       |
| 5                                                                           | '8     | 9      | 8             |                                                              | ニコニコ動画       | 初音ミクオリジナル曲 アリガトウノキセキ                                 | 初音ミク                                                                         | ひとしずく       | ひ       | ―                 | shinia                                                                           |                  |          | さも名義で投稿。イラストはpiaproに投稿された作品を使用。                                                                                       |
| 6                                                                           | '8     | 10     | 29            |                                                              | ニコニコ動画       | 【鏡音レン】soundless voice 【オリジナル】                              | 鏡音レン                                                                         | ひとしずく       | ひ       | ―                 | 小松エーリ・yucco                                                                |                  |          | さも名義で投稿。ニコニコ動画における「鏡音三大悲劇」の中の1曲であり、唯一、商業的に小説化されていない（2024年11月現在）。                      |
| 7                                                                           | '8     | 11     | 29            |                                                              | ニコニコ動画       | 【鏡音リン】proof of life【オリジナル】                                 | 鏡音リン                                                                         | ひとしずく       | ひ       | ―                 | 小松エーリ・yucco                                                                |                  |          | さも名義で投稿。楽曲「soundless voice」のアンサーソングであり、ニコニコ動画における「鏡音三大悲劇」の中の1曲。                                 |
| 8                                                                           | '9     | 2      | 25            |                                                              | ニコニコ動画       | 【鏡音レン】君を捜す空【オリジナル】                                    | 鏡音レン                                                                         | ひとしずく       | ひ       | ―                 | 鈴ノ助                                                                           | 鈴ノ助           |          | 原案：くまがい（水城）、協力：CAZ。「Synchronicity」第1章。                                                                                    |
| 9                                                                           | '9     | 4      | 24            |                                                              | ニコニコ動画       | 【鏡音リン・レン】 夢桜 【オリジナル】                                  | 鏡音リン・鏡音レン                                                               | ひとしずく       | ひ       | ―                 | yucco                                                                            |                  |          | さも名義で投稿。 |
| 10                                                                          | '9     | 12     | 9             |                                                              | ニコニコ動画       | Synchronicity～第二章 光と影の楽園～                                    | 鏡音リン・鏡音レン                                                               | ひとしずく       | ひ       | ひとしずく・やま△ | 鈴ノ助                                                                           | 鈴ノ助           |          | 「Synchronicity」第2章。 |
| 11                                                                          | '9     | 12     | 14            |                                                              | ニコニコ動画       | 【巡音ルカ】 duplicator 【オリジナル】                                  | 巡音ルカ                                                                         | やま△            | や       | や                | TSO                                                                              | TSO              | 4:20     | やま△の音声合成ソフト初使用楽曲。 |
| 12                                                                          | '9     | 12     | 22            |                                                              | ニコニコ動画       | 【鏡音レン】魔法の手【オリジナルＰＶ】                                  | 鏡音レン                                                                         | やま△            | や       | やま△             | ひとしすく・鈴ノ助                                                               |                  |          | ギター：やま△。 |
| 13                                                                          | '10    | 2      | 2             |                                                              | ニコニコ動画       | 『ブラスでファンク！（オリジナル曲）』The Special Banquet!              |                                                                                  |                  | やま△    | ―                 | ―                                                                                | やま△            | 3:26     | |
|                                                                             |        | 3      | 29            |                                                              | ニコニコ動画       | 【巡音ルカ】 Yakusoku 【オリジナル】                                    | 巡音ルカ                                                                         | やま△            | や       | ―                 | sss3・月縞いくと・と-る・uico・じぇにゃおん・山崎お銀・mi-k                      | やま△            | 4:43     | イラストはpiaproに投稿された作品を使用。 |
|                                                                             |        | 4      | 5             |                                                              | ニコニコ動画       | 【鏡音リン・レン】秘蜜〜黒の誓い〜【オリジナル】                        | 鏡音リン・鏡音レン                                                               | ひとしずく       | ひ       | やま△             | 鈴ノ助                                                                           | 鈴ノ助           |          | 2012年、本作を原作として小説化。 |
|                                                                             |        | 5      | 10            |                                                              | ニコニコ動画       | 【巡音ルカ】Liberate 【オリジナル】                                     | 巡音ルカ                                                                         | やま△            | や       | ―                 | aruk・Makimura・有坂あこ・AO・あさり汁・tikuwadx・コクリコ・ハツ子・翔竜・h1taki | やま△            | 4:53     | イラストはpiaproに投稿された作品を使用。 |
|                                                                             |        | 9      | 16            |                                                              | ニコニコ動画       | 【巡音ルカ】Now Hold Me【オリジナル】                                   | 巡音ルカ                                                                         | やま△            | や       | ―                 | AO・マニャ子・uico・純缶。・uni・空和・美舟                                      | やま△            | 3:48     | イラストはpiaproに投稿された作品を使用。同日中に軽量版を投稿。                                                                                 |
|                                                                             |        | 10     | 11            |                                                              |                    | 【巡音ルカ】Snow Ash~白の別れ~【オリジナル】                            | 巡音ルカ                                                                         | やま△            | や       | ―                 | 雪乃～setsu～・かずは・雷鳥・ミリ子・かづき・クリマティウス・雨色・狂zip         | や               | 5:16     | イラストはpiaproに投稿された作品を使用。 |
|                                                                             |        | 10     | 27            |                                                              |                    | 【鏡音リン・初音ミク】雨夢楼【オリジナル】                              | 鏡音リン・初音ミク                                                               | ひとしずく       | ひ       | やま△             | 鈴ノ助                                                                           |                  |          | 読み：あまゆめろう。 |
|                                                                             |        | 11     | 21            |                                                              |                    | 【初音×巡音】 大和撫子 【アレンジ】                                     | 初音ミク・巡音ルカ                                                               | ひとしずく       | ひ       | やま△             | TSO                                                                              | TSO              | 3:35     | 2008年7月、ひとしずくが投稿した同名曲のリメイク版としてやま△が投稿。                                                                           |
|                                                                             |        | 11     | 21            |                                                              |                    | 【初音ミク】ミルクラウン恋鎖【オリジナル】                              | 初音ミク                                                                         | ひとしずく       | ひ       | やま△             | 鈴ノ助                                                                           |                  |          | |
|                                                                             |        | 12     | 16            |                                                              |                    | 【巡音ルカ】Lunatic Lab【オリジナル】                                   | 巡音ルカ                                                                         | やま△            | や       | ―                 | TSO                                                                              | や               | 4:47     | |
|                                                                             | '11    | 1      | 15            |                                                              |                    | 【鏡音リン・レンAppend】からくり卍ばーすと【オリジナル】                | 鏡音リン・鏡音レン                                                               | ひとしずく       | ひ       | やま△             | 鈴ノ助                                                                           |                  |          | やま△同人アルバム『Laboratory』収録。 |
|                                                                             |        | 2      | 3             |                                                              |                    | 【巡音ルカ】 Liberate 【オリジナル・PV付き】                            | 巡音ルカ                                                                         | やま△            | や       | ―                 | TSO                                                                              | TSO              |          | MVのリメイク。 |
|                                                                             |        | 12     | 28            |                                                              |                    | 【鏡音リン・レン】背徳の花                                              | 鏡音リン・鏡音レン （カバー）                                                    | ひとしずく×やま△ | ひ×や    | やま△             | 鈴ノ助                                                                           |                  |          | 原曲はユリカ×ゆーなによる同人アルバム『Blooming Garden』に楽曲提供。                                                                           |
|                                                                             | '12    | 1      | 15            |                                                              |                    | 【ボカロ8人】Bad ∞ End ∞ Night【オリジナル】                            | 初音ミク・鏡音リン・鏡音レン・巡音ルカ・KAITO・MEIKO・GUMI・神威がくぽ           | ひとしずく×やま△ | ひ×や    | やま△             | 鈴ノ助                                                                           | TSO              |          | 「Night」シリーズ第1幕。やま△のブログ上では、ブラスセクションが65トラック分程となった制作の裏側が明かされた。                                  |
|                                                                             |        | 3      | 26            |                                                              |                    | 【鏡音リン・レン】DEPARTURES【小室哲哉meetsVOCALOID】                   | 鏡音リン・鏡音レン （カバー）                                                    | ひとしずく×やま△ | ひ×や    | ―                 | 鈴ノ助                                                                           | ―                |          | 2011年発売のアルバム『小室哲哉 meets VOCALOID』に収録された、小室哲哉公認のカバー曲。原曲は1996年、globeが歌唱。前年発売の                     |
|                                                                             |        | 4      | 1             |                                                              |                    | 【鏡音リン・レン】イカサマ⇔カジノ【オリジナルPV】                       | 鏡音リン・鏡音レン                                                               | ひとしずく×やま△ | ひ×や    | ―                 | 鈴ノ助                                                                           | TSO              |          | |
|                                                                             |        | 7      | 18            |                                                              |                    | 【ボカロ8人】Crazy ∞ nighT【オリジナル】                                | 初音ミク・鏡音リン・鏡音レン・巡音ルカ・KAITO・MEIKO・GUMI・神威がくぽ           | ひとしずく×やま△ | ひ×や    | ―                 | 鈴ノ助                                                                           | TSO              |          | 「Night」シリーズ第2幕。 |
|                                                                             |        | 8      | 4             |                                                              |                    | 【ぽこた・花たん】おおかみは赤ずきんに恋をした【歌ってみた】            | ぽこた・花たん                                                                   | ひとしずく×やま△ | ひ×や    | ―                 | きのえ・エンコ                                                                   | ロッカ           |          | 「コミックマーケット 82」で初頒布された同人アルバム『Dirndl.Frau』の為の新規書き下ろし。アルバム頒布に先行して、VOCALOID版と同時に投稿。       |
|                                                                             |        | 8      | 4             | 【鏡音リン・レン】おおかみは赤ずきんに恋をした【オリジナル】 | 鏡音リン・鏡音レン | ひとしずく×やま△                                                        | ひ×や                                                                            | ―                | ひ       | ひ                |                                                                                  |                  |          | 「コミックマーケット 82」で初頒布された同人アルバム『Dirndl.Frau』の為の新規書き下ろし。アルバム頒布に先行して、VOCALOID版と同時に投稿。       |
|                                                                             |        | 10     | 19            |                                                              |                    | 【鏡音レン】soundless voice 【リメイクver.】                            | 鏡音レン                                                                         | ひとしずく×やま△ | ひ×や    | や                | 小松エーリ                                                                       | 小松エーリ       |          | |
|                                                                             |        | 11     | 25            |                                                              |                    | 【鏡音リン・レン】魔法の鏡【オリジナル】                                | 鏡音リン・鏡音レン                                                               | ひとしずく       | ひ×や    | や                | たま                                                                             | たま             |          | 「THE VOC@LOiD M@STER 16」で初頒布された同人アルバム『kagamination』が初出。1stアルバム『EndlessroLL』にアンサーソング「鏡の魔法」と共に収録。 |
|                                                                             |        | 12     | 8             |                                                              |                    | 【巡音ルカ×やま△】Yakusoku【EndlessroLL収録アルバムリマスター＆PV】     | 巡音ルカ                                                                         | やま△            | や       | や                | riria009                                                                         | dita             |          | リマスター版。 |
|                                                                             |        | 12     | 19            |                                                              |                    | Synchronicity～第三章 巡る世界のレクイエム～                            | 鏡音リン・鏡音レン                                                               | ひとしずく×やま△ | ひ×や    |                   | 鈴ノ助                                                                           | TSO・VAVA        |          | 現在のサークルメンバーが全員揃う。 |
|                                                                             | '13    | 2      | 14            |                                                              |                    | 【ボカロ8人】Twilight ∞ nighT 【オリジナル】                            | 初音ミク・鏡音リン・鏡音レン・巡音ルカ・KAITO・MEIKO・GUMI・神威がくぽ           | ひとしずく×やま△ | ひ×や    | や                | 鈴ノ助                                                                           | TSO・VAVA        |          | 「Night」シリーズ第3幕。 |
|                                                                             |        | 3      | 13            |                                                              |                    | 【GUMI×やま△】Re:fate 【オリジナル曲PV】                                | GUMI                                                                             | やま△            | や       | ―                 | riria009                                                                         | TSO              |          | 「こんなアニメが見たい」という気持ちから制作。同人アルバム『After the partY』収録。                                                            |
|                                                                             |        | 4      | 8             |                                                              |                    | 【鏡音リン】オネガイセカイ【オリジナル】                                | 鏡音リン                                                                         | ひとしずく×やま△ | ひ×や    |                   | ひ                                                                               | ひ               |          | |
|                                                                             |        | 4      | 18            |                                                              |                    | 【鏡音レン】いたちごっこ ∞ らゔぁーず【オリジナル】                     | 鏡音レン                                                                         | ひとしずく×やま△ | ひ×や    |                   | 鈴ノ助                                                                           | TSO・VAVA        |          | |
|                                                                             |        | 4      | 24            |                                                              |                    | 【鏡音リン・レン】てんごくとじごく【オリジナル】                        | 鏡音リン・鏡音レン                                                               | ひとしずく×やま△ | ひ×や    |                   | 鈴ノ助                                                                           | TSO・VAVA        |          | 同人アルバム『After the partY』収録の既存曲。                                                                                                  |
|                                                                             |        | 6      | 11            |                                                              |                    | 【IA】箱庭の夢【オリジナル】                                            | IA                                                                               | ひとしずく×やま△ | ひ×や    |                   | ひ                                                                               | や               |          | 『IA THE WORLD ～翼～』の為の新規書き下ろし。アルバム発売に先行して投稿。                                                                      |
|                                                                             |        | 8      | 26            |                                                              |                    | 【MAYU】1000年タイムカプセル【オリジナル】                              | MAYU                                                                             | ひとしずく×やま△ | ひ×や    |                   | ひ×や                                                                            | ひ×や            |          | |
|                                                                             |        | 11     | 5             |                                                              |                    | 【ボカロ10人】怪盗Fの台本（シナリオ）〜消えたダイヤの謎〜               | GUMI・IA・KAITO・鏡音レン・巡音ルカ・神威がくぽ・MEIKO・鏡音リン・MAYU・初音ミク | ひとしずく×やま△ | ひ×や    |                   | 鈴ノ助                                                                           | TSO・VAVA        |          | 『EXIT TUNES PRESENTS Vocalofuture feat.初音ミク』収録曲。                                                                                     |
|                                                                             |        | 12     | 24            |                                                              |                    | 【鏡音リン・レン】亡国のネメシス【オリジナル】                          | 鏡音リン・鏡音レン                                                               | ひとしずく×やま△ | ひ×や    |                   | 鈴ノ助                                                                           |                  |          | 『EVER DREAM』収録。先行公開。 |
|                                                                             | '14    | 1      | 20            |                                                              |                    | 【鏡音リン・レン】四季折の羽【オリジナル】                              | 鏡音リン・鏡音レン                                                               | ひとしずく×やま△ | ひ×や    |                   | 鈴ノ助                                                                           | TSO・VAVA        |          | 『If the world』収録・既存 |
|                                                                             |        | 4      | 15            |                                                              |                    | 【ボカロ6人】Party×Party【超パ3テーマ曲】                               | 鏡音リン・鏡音レン・初音ミク・巡音ルカ・MEIKO・KAITO                             | ひとしずく×やま△ | ひ×や    |                   | 鈴ノ助                                                                           | TSO・VAVA        |          | 「ニコニコ超パーティーⅢ」テーマ曲として先行公開。                                                                                              |
|                                                                             |        | 6      | 27            |                                                              |                    | 【鏡音リン・レン】七転び八起き千年の旅【オリジナル】                    | 鏡音リン・鏡音レン                                                               | ひとしずく×やま△ | ひ×や    |                   | ゲーム『千年勇者～時渡りのトモシビト』公式イラスト                               | TSO              |          | ゲーム『千年勇者～時渡りのトモシビト』テーマ曲として提供。サービス開始に先行して、歌い手版と共に同時公開。                                     |
|                                                                             |        | 6      | 27            |                                                              |                    | 「七転び八起き千年の旅」 歌ってみた。【un:c（あんく）】                 | un:c                                                                             | ひとしずく×やま△ | ひ×や    |                   | ゲーム『千年勇者～時渡りのトモシビト』公式イラスト                               | TSO              |          | ゲーム『千年勇者～時渡りのトモシビト』テーマ曲として提供。サービス開始に先行して、歌い手版と共に同時公開。                                     |
|                                                                             |        | 8      | 4             |                                                              |                    | 【鏡音リン、鏡音レン、勇馬(VY2)】蝶と花と蜘蛛【オリジナル】             | 鏡音リン・鏡音レン                                                               | ひとしずく×やま△ | ひ×や    |                   | 鈴ノ助                                                                           | や               |          | 『Polkadodge』収録・先行 |
|                                                                             |        | 9      | 11            |                                                              |                    | 【ボカロ8人】EveR ∞ LastinG ∞ NighT 【オリジナル】                      | 初音ミク・鏡音リン・鏡音レン・巡音ルカ・KAITO・MEIKO・GUMI・神威がくぽ           | ひとしずく×やま△ | ひ×や    |                   | 鈴ノ助                                                                           | TSO・VAVA        |          | 『EXIT TUNES PRESENTS Vocalospace feat. 初音ミク』収録。「Night」シリーズ最終幕。                                                              |
|                                                                             |        | 12     | 26            |                                                              |                    | 【鏡音リン・レン】十三番目の黙示録【オリジナル】                        | 鏡音リン・鏡音レン                                                               | ひとしずく×やま△ | ひ×や    |                   | 鈴ノ助                                                                           | TSO・VAVA        |          | 『If the world2』収録・先行 |
|                                                                             | '15    | 3      | 27            |                                                              | YouTube            | 愛欲のプリズナー【鏡音リン・レン feat.ひとしずく×やま△×鈴ノ助】         | 鏡音リン・鏡音レン                                                               | ひとしずく×やま△ | ひ×や    |                   | 鈴ノ助                                                                           | ひ×や            |          | |
|                                                                             |        | 4      | 10            |                                                              |                    | 赤と白と黒の系譜【鏡音リン・レン、Lily feat. team OS】                  | 鏡音リン・鏡音レン・Lily                                                         | ひとしずく×やま△ | ひ×や    |                   | 鈴ノ助                                                                           | TSO・VAVA        |          | 『If the world』収録 |
|                                                                             |        | 6      | 18            |                                                              |                    | 言ノ葉遊戯、うたってみた:S!N×高橋菜々                                   | S!N・高橋菜々                                                                    | ひとしずく×やま△ | ひ×や    |                   | しきみ                                                                           | TOHRU MiTSUHASHi |          | 「maimai」シリーズ”言ノ葉Project”の為、新規書き下ろし。                                                                                        |
|                                                                             |        | 6      | 18            |                                                              |                    | 【鏡音リン・レン】言ノ葉遊戯【言ノ葉プロジェクト】                      | 鏡音リン・鏡音レン                                                               | ひとしずく×やま△ | ひ×や    |                   | しきみ                                                                           | TOHRU MiTSUHASHi |          | 「maimai」シリーズ”言ノ葉Project”の為、新規書き下ろし。                                                                                        |
|                                                                             |        | 7      | 7             |                                                              |                    | 【鏡音リン・レン】星織り唄【オリジナル曲】                              | 鏡音リン・鏡音レン                                                               | ひとしずく×やま△ | ひ×や    |                   | 鈴ノ助                                                                           |                  |          | 『If the world2』収録 |
|                                                                             |        | 7      | 30            |                                                              |                    | 【ボカロ5人】海賊Fの肖像【オリジナルMV】                                | 鏡音リン・鏡音レン・巡音ルカ・MEIKO・KAITO                                       | ひとしずく×やま△ | ひ×や    |                   | 鈴ノ助                                                                           | TSO・VAVA        |          | 『If the world2』収録 |
|                                                                             |        | 8      | 19            |                                                              |                    | 【鏡音レン】いつか、シンデレラが〜Ballad arrange ver.〜【オリジナルMV】 | 鏡音レン                                                                         | ひとしずく×やま△ | ひ×や    |                   | たま                                                                             | たま             |          | |
|                                                                             |        | 10     | 20            |                                                              |                    | 【鏡音リン・レン】ミスルトウ～転生の宿り木～【オリジナル】              | 鏡音リン・鏡音レン                                                               | ひとしずく×やま△ | ひ×や    |                   | 鈴ノ助                                                                           | TSO・VAVA        |          | 2ndアルバム収録 |
|                                                                             |        |        |               |                                                              |                    |                                                                         |                                                                                  |                  |          |                   |                                                                                  |                  |          | |
|                                                                             |        |        |               |                                                              |                    |                                                                         |                                                                                  |                  |          |                   |                                                                                  |                  |          | |
|                                                                             |        |        |               |                                                              |                    |                                                                         |                                                                                  |                  |          |                   |                                                                                  |                  |          | |
|                                                                             |        |        |               |                                                              |                    |                                                                         |                                                                                  |                  |          |                   |                                                                                  |                  |          | |
|                                                                             | '19    | 4      | 4             |                                                              |                    | 【BLAME! × やま△】GodkilleR【オリジナル曲】                             |                                                                                  | あひるたま       | やま△    | ―                 | えりょ                                                                           | VAVA             |          | 漫画『BLAME!』（弐瓶勉）の影響から制作。piaproにて、歌詞とその和訳を投稿していた。                                                             |
|                                                                             | '20    | 11     | 11            |                                                              |                    | 【あひるたま×やま△】Bulletproof【オリジナル曲 / Original Song】         |                                                                                  | あひるたま       | やま△    | ―                 | あひるたま                                                                       | や               |          | 楽曲「GodkilleR」に続き、漫画『BLAME!』（弐瓶勉）の影響から制作。piaproにて、歌詞とその和訳を投稿していた。                                    |
|                                                                             |        |        |               |                                                              |                    |                                                                         |                                                                                  |                  |          |                   |                                                                                  |                  |          | |
|                                                                             |        |        |               |                                                              |                    |                                                                         |                                                                                  |                  |          |                   |                                                                                  |                  |          | |
|                                                                             |        |        |               |                                                              |                    |                                                                         |                                                                                  |                  |          |                   |                                                                                  |                  |          | |
|                                                                             |        |        |               |                                                              |                    |                                                                         |                                                                                  |                  |          |                   |                                                                                  |                  |          | |

### アルバム

#### 商業販売
自身のシングルアルバムのみ附番し、楽曲提供の場合は、収録曲に提供曲の情報のみ記載。尚、ミュージックビデオ投稿日を含む初出楽曲名は太字で示す（確認中）。
| 全作詞・作曲: ひとしずく、全編曲: ひとしずく×やま△。 |                                                   |            |            |                                                                        |
| #                                                    | タイトル                                          | 作詞       | 作曲・編曲 | feet.                                                                  |
| 1.                                                   | 「Bad ∞ End ∞ Night」                             | ひとしずく | ひとしずく | 初音ミク＆鏡音リン＆鏡音レン＆巡音ルカ＆KAITO＆MEIKO＆GUMI＆神威がくぽ |
| 2.                                                   | 「Crazy ∞ nighT」                                 | ひとしずく | ひとしずく | 初音ミク＆鏡音リン＆鏡音レン＆巡音ルカ＆KAITO＆MEIKO＆GUMI＆神威がくぽ |
| 3.                                                   | 「秘蜜〜黒の誓い〜」                              | ひとしずく | ひとしずく | 鏡音リン＆鏡音レン                                                     |
| 4.                                                   | 「からくり卍ばーすと」                            | ひとしずく | ひとしずく | 鏡音リン＆鏡音レン                                                     |
| 5.                                                   | 「soundless voice」                               | ひとしずく | ひとしずく | 鏡音レン                                                               |
| 6.                                                   | 「proof of life」                                 | ひとしずく | ひとしずく | 鏡音リン                                                               |
| 7.                                                   | 「endless wedge」                                 | ひとしずく | ひとしずく | 鏡音レン                                                               |
| 8.                                                   | 「魔法の鏡」                                      | ひとしずく | ひとしずく | 鏡音リン＆鏡音レン                                                     |
| 9.                                                   | 「鏡の魔法」                                      | ひとしずく | ひとしずく | 鏡音レン                                                               |
| 10.                                                  | 「大和撫子ver.Yama」                              | ひとしずく | ひとしずく | 初音ミク＆巡音ルカ                                                     |
| 11.                                                  | 「おおかみは赤ずきんに恋をした」                  | ひとしずく | ひとしずく | 鏡音リン＆鏡音レン                                                     |
| 12.                                                  | 「イカサマ⇔カジノ」                               | ひとしずく | ひとしずく | 鏡音リン＆鏡音レン                                                     |
| 13.                                                  | 「雨夢楼」                                        | ひとしずく | ひとしずく | 鏡音リン＆初音ミク                                                     |
| 14.                                                  | 「Yakusoku」                                      | ひとしずく | ひとしずく | 巡音ルカ                                                               |
| 15.                                                  | 「Synchronicity 〜第一章 君を捜す空〜」           | ひとしずく | ひとしずく | 鏡音リン＆鏡音レン                                                     |
| 16.                                                  | 「Synchronicity 〜第二章 光と影の楽園〜」         | ひとしずく | ひとしずく | 鏡音リン＆鏡音レン                                                     |
| 17.                                                  | 「Synchronicity 〜第三章 巡る世界のレクイエム〜」 | ひとしずく | ひとしずく | 鏡音リン＆鏡音レン                                                     |
| 18.                                                  | 「魔法の手」                                      | ひとしずく | ひとしずく | 鏡音レン                                                               |

| 全作詞・作曲: ひとしずく、全編曲: ひとしずく×やま△。 |                                                  |            |            |                                                                                  |
| #                                                    | タイトル                                         | 作詞       | 作曲・編曲 | feet.                                                                            |
| 1.                                                   | 「Twilight ∞ nighT」                             | ひとしずく | ひとしずく | 初音ミク＆鏡音リン＆鏡音レン＆巡音ルカ＆KAITO＆MEIKO＆GUMI＆神威がくぽ           |
| 2.                                                   | 「EveR ∞ LastinG ∞ NighT」                       | ひとしずく | ひとしずく | 初音ミク＆鏡音リン＆鏡音レン＆巡音ルカ＆KAITO＆MEIKO＆GUMI＆神威がくぽ           |
| 3.                                                   | 「オネガイセカイ」                               | ひとしずく | ひとしずく |                                                                                  |
| 4.                                                   | 「蝶と花と蜘蛛」                                 | ひとしずく | ひとしずく | 鏡音リン＆鏡音レン＆VY2                                                          |
| 5.                                                   | 「四季折の羽」                                   | ひとしずく | ひとしずく | 鏡音リン＆鏡音レン                                                               |
| 6.                                                   | 「Re:birthed」                                   | ひとしずく | ひとしずく | 鏡音リン＆鏡音レン                                                               |
| 7.                                                   | 「箱庭の夢」                                     | ひとしずく | ひとしずく | IA                                                                               |
| 8.                                                   | 「海賊Fの肖像」                                  | ひとしずく | ひとしずく | 鏡音リン＆鏡音レン＆巡音ルカ＆KAITO＆MEIKO                                       |
| 9.                                                   | 「ミスルトウ〜魂の宿り木〜」                     | ひとしずく | ひとしずく | 鏡音リン＆鏡音レン                                                               |
| 10.                                                  | 「ミスルトウ〜転生の宿り木〜」                   | ひとしずく | ひとしずく | 鏡音リン＆鏡音レン                                                               |
| 11.                                                  | 「十三番目の黙示録」                             | ひとしずく | ひとしずく | 鏡音リン＆鏡音レン                                                               |
| 12.                                                  | 「怪盗Fの台本〜消えたダイヤの謎〜」              | ひとしずく | ひとしずく | GUMI＆IA＆KAITO＆鏡音レン＆巡音ルカ＆神威がくぽ＆MEIKO＆鏡音リン＆MAYU＆初音ミク |
| 13.                                                  | 「星織り唄」                                     | ひとしずく | ひとしずく | 鏡音リン＆鏡音レン                                                               |
| 14.                                                  | 「赤と白と黒の系譜」                             | ひとしずく | ひとしずく | 鏡音リン＆鏡音レン＆Lily                                                         |
| 15.                                                  | 「いつか、シンデレラが 〜Ballad arrange ver.〜」 | ひとしずく | ひとしずく | 鏡音レン                                                                         |
| 16.                                                  | 「Party×Party」                                  | ひとしずく | ひとしずく | 鏡音リン＆鏡音レン＆巡音ルカ＆MEIKO＆KAITO＆初音ミク                             |
| 17.                                                  | 「亡国のネメシス」                               | ひとしずく | ひとしずく | 鏡音リン＆鏡音レン                                                               |
| 18.                                                  | 「Memories」                                     | ひとしずく | ひとしずく | 鏡音リン＆鏡音レン                                                               |

#### 同人頒布
楽曲提供の場合は、収録曲に提供曲の情報のみ記載。尚、ミュージックビデオ投稿日を含む初出楽曲名は太字で示す（確認中）。
（編集中）
|                                | 発売日                                                      | 発売日                         | 発売日                         | タイトル                                | 収録曲 | 備考 |
| 年                             | 月                                                          | 日                             |                                | タイトル                                | 収録曲 | 備考 |
| ひとしずく（さも）単独シングル | ひとしずく（さも）単独シングル                              | ひとしずく（さも）単独シングル | ひとしずく（さも）単独シングル | ひとしずく（さも）単独シングル          | ひとしずく（さも）単独シングル | ひとしずく（さも）単独シングル |
| ------------------------------ | ----------------------------------------------------------- | ------------------------------ | ------------------------------ | --------------------------------------- | --- | --- |
| 1st                            | '09                                                         | 12                             | 30                             | ひとしづくし                            | \| # \| タイトル \| 作詞・作曲 \| 編曲 \| feet. \| \| --- \| ----------------------------------------------------------- \| ---------- \| ---------- \| ------------------ \| \| 1. \| 「大和撫子」 \| ひとしずく \| ひとしずく \| 初音ミク \| \| 2. \| 「last song 〜涙の海へ〜」 \| ひとしずく \| ひとしずく \| 初音ミク \| \| 3. \| 「アリガトウノキセキ」 \| ひとしずく \| ひとしずく \| 初音ミク \| \| 4. \| 「soundless voice」 \| ひとしずく \| ひとしずく \| 鏡音レン \| \| 5. \| 「proof of life」 \| ひとしずく \| ひとしずく \| 鏡音リン \| \| 6. \| 「endless wedge」 \| ひとしずく \| ひとしずく \| 鏡音レン \| \| 7. \| 「夢桜」 \| ひとしずく \| ひとしずく \| 鏡音リン＆鏡音レン \| \| 8. \| 「君を捜す空〜Synchronicity 巡る世界のレクイエム 第一章」 \| ひとしずく \| ひとしずく \| 鏡音レン \| \| 9. \| 「光と影の楽園〜Synchronicity 巡る世界のレクイエム 第二章」 \| ひとしずく \| ひとしずく \| 鏡音リン＆鏡音レン \| \| 10. \| 「魔法の手」 \| ひとしずく \| ひとしずく \| 鏡音レン \| | 「コミックマーケット 77」にて、単独サークル「さもんち」で初頒布。ジャケット作画：小松エーリ、鈴ノ助、yucco。                                                                       |
|                                | '10                                                         | 5                              | 9                              | 秘蜜〜無色の誓い〜                      | （確認中） | 「THE VOC@LOiD M@STER 12」にて、単独サークル「さもんち」で初頒布。ジャケット作画：鈴ノ助。鈴ノ助制作による同人誌とのセット頒布。                                                   |
| 2nd                            |                                                             | 12                             | 31                             | STORIA                                  | 1.秘蜜〜黒の誓い〜 2.秘蜜〜白の誓い〜 3.雨夢楼 4.恋闇楼 5.soundless voice 6.proof of life 7.endless wedge 8.ミルクラウン恋鎖 9.夢桜 | 「コミックマーケット 79」にて、単独サークル「さもんち」で初頒布。ジャケット作画：鈴ノ助。                                                                                          |
|                                |                                                             |                                |                                |                                         | | |
| やま△単独アルバム              |                                                             |                                |                                |                                         | | |
| 1st                            |                                                             |                                |                                |                                         | | |
| ひとしずく×やま△合同アルバム   |                                                             |                                |                                |                                         | | |
| 1st                            | '10                                                         | 12                             | 31                             | Laboratory                              | 1.Are you ready? 2.Liberate 3.Yakusoku 4.Duplicator 5.Now Hold Me 6.大和撫子 （Remix.ver） 7.からくり卍ばーすと 8.Snow Ash~白の別れ~ 9.Lunatic Lab 10.Endless Sight | 「コミックマーケット 79」にて、単独サークル「さもんち」で初頒布。 |
|                                | '11                                                         | 8                              |                                | からくり卍ばーすと                      | | 本との同時購入で特典あり |
|                                | '12                                                         | 12                             | 15                             | After the partY                         | イカサマカジノ（リン・レン）、背徳の花（リン）、てんごくとじごく（リン・レン）、1000年タイムカプセル（MAYU）、オネガイセカイ（リン）、迷走ラプソディ（GUMI・がくぽ・Lily）、Re:fate（GUMI）、夢桜（リン・レン）、バッドエンドナイト | 「THE VOC@LOiD M@STER 23」にて初頒布。 |
|                                | '13                                                         | 8                              | 12                             | If the world                            | 1曲目未記載、赤と白と黒の系譜（原題：白雪姫）（リン・レン・Lily）、おおかみは赤ずきんに恋をした（原題：赤ずきん）（リン・レン）、因果律の花（原題：黒いお姫さま）（リン・レン）、鬼ヶ島ノ死闘（原題：桃太郎）（レン・リン・がくぽ・Lily・VY2・GUMI・KAITO・ミク）、四季折の羽（原題：鶴の恩返し）（リン・レン）、未完成ヒーロー譚（原題：星の金貨）（レン）、1000年タイムカプセル（原題：竹取物語）（MAYU）、last song 〜涙の海へ〜（原題：人魚姫）（ミク） | 「コミックマーケット 84」にて初頒布。全国のTSUTAYAにてレンタル展開。2015年10月21日、TSUTAYA DISCASにてレンタル中（2024年11月現在）。                                               |
|                                | '13                                                         | 12                             | 31                             | EVER DREAM                              | 1.優等生シンドローム（New!）（リン・レン） 2.とりっくおあとりーと（リン・レン） 3.怪盗Fの台本〜消えたダイヤの謎〜 4.箱庭の夢 （IA） 5.Song for I（New!）（レン） 6.いたちごっこ∞らヴぁーず （レン） 7.亡国のネメシス（New!）（リンレン） 8.Twilight∞nighT 9.Slowly Sky（VY2） | 「コミックマーケット 85」にて初頒布。 |
|                                | '14                                                         | 8                              | 5                              | Polkadodge                              | 蝶々円舞曲（インストロメンタル）、蝶と花と蜘蛛（リンレン・勇馬VY2）、秘密～聖戦の誓い～（ミクオ、KAITO、りりィ）、雨乞い唄（リンレン）、パーティパーティ、運命の女神（レン、ミク）、夢幻ドロップ（IA）、断罪のセレナータ（勇馬）、いつか、シンデレラが（レン） | 「コミックマーケット 86」にて初頒布。 |
|                                |                                                             | 12                             | 30                             | If the world2                           | 海賊Fの肖像（原題：ピーターパン）レンリン・KAITO・MEIKO・ルカ、十三番目の黙示録（原題：眠れる森の美女）リンレン、神無月の弔い～宿怨の収穫祭～（原題：さるかに合戦）レン・がくぽ・勇馬・KAITO・ミクオ、いつか、シンデレラが（原題：シンデレラ）レン、絶頂パティシエール（原題：ヘンゼルとグレーテル）リンレン、星織り唄（原題：織姫と彦星）リンレン、劣等生シンドローム（原題：みにくいアヒルの子）レン、暁のモノローグ（原題：美女と野獣）リンレン | 「コミックマーケット 87」にて初頒布。全国のTSUTAYAにてレンタル展開。2015年10月21日、TSUTAYA DISCASにてレンタル中（2024年11月現在）。                                               |
|                                | '15                                                         | 8                              | 16                             | Shape of lovE                           | 愛欲のプリズナー（リンレン）、レンアイゲーム（レン）、酩酊ディスとレーション（KAITO・がくぽ）、舞台裏の花嫁（リン）、Song for S（勇馬）、言ノ葉遊戯（リンレン）、沈みゆく哀（IA）、少女人形の見た夢（リンレン）、Love is ……？（リン） | 「コミックマーケット 88」にて初頒布。2016年5月25日、TSUTAYA DISCASにてレンタル中（2024年11月現在）。                                                                               |
|                                |                                                             |                                |                                | VersuS                                  | | |
|                                |                                                             |                                |                                | VILLAINS & HEROES 〜Side:H〜            | | |
|                                |                                                             |                                |                                | VILLAINS & HEROES 〜Side:V〜            | | |
|                                |                                                             |                                |                                | Shuffle!!2                              | | |
|                                |                                                             |                                |                                | If the world3                           | | |
|                                |                                                             |                                |                                | FantasiC                                | | |
|                                |                                                             |                                |                                |                                         | | |
| その他楽曲提供                 |                                                             |                                |                                |                                         | | |
| ―                              | '11                                                         | 6                              | 12                             | kagamination （kagamination制作チーム） | 提供楽曲：「魔法の鏡」ひとしずく×やま△ feet.鏡音リン＆鏡音レン | 「THE VOC@LOiD M@STER 16」にて初頒布された合同コンピレーションアルバム。新規書き下ろし。                                                                                           |
| ―                              | '11                                                         | 12                             | 31                             | Blooming Garden （corderia）            | 提供楽曲：「背徳の花」ひとしずく×やま△ feet.花たん/ユリカ＆もんちー/ゆーな | 「コミックマーケット 81」にて初頒布された、歌い手・花たん/ユリカともんちー/ゆーなの合同アルバム。新規書き下ろし。                                                                  |
|                                | '12                                                         | 8                              | 11                             | Dirndl.Frau                             | 提供楽曲：「おおかみは赤ずきんに恋をした」ひとしずく×やま△ feet.ぽこた・花たん | 「コミックマーケット 82」にて初頒布された、歌い手・ぽこたと花たんの合同アルバム。新規書き下ろし。同月4日、アルバム頒布に先行して、ニコニコ動画へ鏡音リン・レン歌唱版と同時に投稿。 |
|                                |                                                             |                                |                                |                                         | | |
| #                              | タイトル                                                    | 作詞・作曲                     | 編曲                           | feet.                                   | | |
| 1.                             | 「大和撫子」                                                | ひとしずく                     | ひとしずく                     | 初音ミク                                | | |
| 2.                             | 「last song 〜涙の海へ〜」                                  | ひとしずく                     | ひとしずく                     | 初音ミク                                | | |
| 3.                             | 「アリガトウノキセキ」                                      | ひとしずく                     | ひとしずく                     | 初音ミク                                | | |
| 4.                             | 「soundless voice」                                         | ひとしずく                     | ひとしずく                     | 鏡音レン                                | | |
| 5.                             | 「proof of life」                                           | ひとしずく                     | ひとしずく                     | 鏡音リン                                | | |
| 6.                             | 「endless wedge」                                           | ひとしずく                     | ひとしずく                     | 鏡音レン                                | | |
| 7.                             | 「夢桜」                                                    | ひとしずく                     | ひとしずく                     | 鏡音リン＆鏡音レン                      | | |
| 8.                             | 「君を捜す空〜Synchronicity 巡る世界のレクイエム 第一章」   | ひとしずく                     | ひとしずく                     | 鏡音レン                                | | |
| 9.                             | 「光と影の楽園〜Synchronicity 巡る世界のレクイエム 第二章」 | ひとしずく                     | ひとしずく                     | 鏡音リン＆鏡音レン                      | | |
| 10.                            | 「魔法の手」                                                | ひとしずく                     | ひとしずく                     | 鏡音レン                                | | |

### ストリーミング
（同人含め確認中）
|          | 発売日   | 発売日   | 発売日   | タイトル                                                                    | レーベル          | 収録曲                                                   | 備考                                                                    |
| 年       | 月       | 日       |          | タイトル                                                                    | レーベル          | 収録曲                                                   | 備考                                                                    |
| 商業販売 | 商業販売 | 商業販売 | 商業販売 | 商業販売                                                                    | 商業販売          | 商業販売                                                 | 商業販売                                                                |
| -------- | -------- | -------- | -------- | --------------------------------------------------------------------------- | ----------------- | -------------------------------------------------------- | ----------------------------------------------------------------------- |
|          |          |          |          |                                                                             |                   |                                                          |                                                                         |
| ―        | '24      | 6        | 26       | 音楽的同位体 星界 COMPILATION ALBUM メタファー vol.2 「那由多のメタファー」 | PHENOMENON RECORD | 提供楽曲：「アイオーンの女神」ひとしずく×やま△ feet.星界 |                                                                         |
| 同人頒布 |          |          |          |                                                                             |                   |                                                          |                                                                         |
| ―        | '21      | 7        | 29       | Mirage call/XYZ                                                             | ―                 | 提供楽曲：「Mirage call」ひとしずく×やま△ feet.XYZ       | 2020年、ニコニコ動画投稿の「【MV】Mirage call/XYZ」で提供済みの既存曲。 |
|          |          |          |          |                                                                             |                   |                                                          |                                                                         |

### 楽曲提供・参加

#### 著名人
- ネットカルチャー
  - ニコニコ動画「【MV】Mirage call/XYZ」（luz(ルス)（ID：8357758）、2020年5月6日投稿）[77]
    - 歌い手グループ・XYZへ楽曲「Mirage call」を提供。新規書き下ろし。
    - 歌い手グループ・いれいす
      - 悠佑に楽曲提供「Road to Neverland」
      - 楽曲提供「DOG BOY」
- AKBグループ
  - AKB48内ユニット・HAPPY QUESTに楽曲「シンデレラウォーズ」を提供。
- Vtuber・えむねこ
  - 配信アプリ「Listen to me」グランプリ受賞者へ楽曲提供「CAT GIRL」
- 歌い手グループ・浦島坂田船
  - 楽曲提供「GENTLEMEN'S NIGHT」

#### ゲーム案件
以下、ミュージックビデオ投稿日を含む初出楽曲名は太字で示す（確認中）。尚、リズムゲーム内での楽曲使用は「原作・原案」参照。
- 「STORM LOVER」シリーズ[78]
  - ニコニコ動画「STORM LOVER 夏恋!! OPムービー 『Natsukoi Jet-Coaster』」（D３Pチャンネル、2011年6月23日投稿）[79]
    - 同年発売のゲーム『STORM LOVER 夏恋!!』発売のOP曲MV。本作OPとして、楽曲「Natsukoi Jet-Coaster」を提供し、歌唱は作中キャラクターの卯都木悠人（CV：羽多野渉）・御子柴恭介（CV：寺島拓篤）。

  - PSP『STORM LOVER 夏恋!!』（VRIDGE・D3Publisher、2011年8月4日発売）
    - 2010年発売の恋愛シミュレーションゲーム『STORM LOVER』のファンディスク。 やま△（山本章造名義）がゲームOP楽曲「Natsukoi Jet-Coaster」とED楽曲「恋蝉」を制作担当。新規書き下ろし。2楽曲とも歌唱は作中キャラクターの卯都木悠人（CV：羽多野渉）・御子柴恭介（CV：寺島拓篤）。

  - PSP『STORM LOVER 快!!』（VRIDGE・D3Publisher、2012年6月7日発売）
    - 2010年発売の『STORM LOVER』リメイク版。 やま△（山本章造名義）がゲームOP楽曲「selfish toxic」とED楽曲「nameless」を制作担当。新規書き下ろし。2楽曲とも歌唱は作中キャラクターの卯都木悠人（CV：羽多野渉）・御子柴恭介（CV：寺島拓篤）。

  - 総合企画『STORM LOVER 夏恋嵐』（D3Publisher、2012年6月10日開催、渋谷公会堂）[44][80]
    - 夜公演のライブパートにて、既存曲「Natsukoi Jet-Coaster」・「恋蝉」を声優・羽多野渉・寺島拓篤が歌唱。
    - DVD『STORM LOVER 夏恋嵐 イベントDVD』（D3Publisher、2012年10月31日発売）[44]
      - 上記、夜公演のライブパートを含むステージ映像を収録。

  - 総合企画『STORM LOVER シリーズ合同バカップル祭』（D3Publisher、2015年9月13日開催、幕張メッセ）[81]
    - ライブパートにて、既存曲「恋蝉」・「selfish toxic」を声優・羽多野渉・寺島拓篤が歌唱。
    - DVD『STORM LOVER シリーズ合同バカップル祭 公演DVD』（D3Publisher、2016年2月24日発売）[81]
      - 上記、ライブパートを含むステージ映像を収録。
- PSP/PSVita『Custom Drive』（D3Publisher、2012年8月30日発売）[82]
  - シミュレーションゲーム 。OP楽曲「LOVE☆ROCKET急接近!!」・ED楽曲「Provocative」を提供し、2楽曲とも歌唱は作中キャラクターの東真璃斗（CV:豊永利行）＆黛流風（CV:細谷佳正）＆神無木紫音（CV:木村良平）。新規書き下ろし。
    - 2楽曲とも作詞・作曲：ひとしずく、EPのみ編曲：やま△。
- 「project575」シリーズ
  - YouTube/ニコニコ動画「とりっくおあとりーと / ひとしずく×やま△【『うた組み575』プレイ動画 】」（project575、2013年12月27日投稿）
    - 発売[83][84]に先行して、プレイ動画として先行公開。楽曲「とりっくおあとりーと」を提供し、ゲーム内VOCALOIDエンジンである正岡小豆と小林抹茶が歌唱。新規書き下ろし。
- ニコニコ動画「【鏡音リン・レン】七転び八起き千年の旅【オリジナル】」（ひとしずくP（ID：3397653）、2014年6月27日投稿）
  - ブラウザ用ゲーム『千年勇者～時渡りのトモシビト』（スクウェアエニックス、2014年9月2日-2016年8月30日サービス終了）[85]
    - 上記、イメージ曲「七転び八起き千年の旅」を提供し、ニコニコ動画で先行公開[86]。新規書き下ろし。
- 「maimai」シリーズ
  - アーケード用リズムゲームシリーズ。ボカロPとのコラボ曲シリーズとしてメディアリミックス「言ノ葉Project」へと発展[36]。
  - YouTube「言ノ葉遊戯、うたってみた:S!N×高橋菜々」（S!N しん（@SiNxxx526）、2015年6月19日投稿）[87]
    - 「言ノ葉Project」第弐章として楽曲「言ノ葉遊戯」を提供し、歌い手・S!Nと歌手・高橋菜々が歌唱。新規書き下ろし。
    - 同日、VOCALOID版として、鏡音リン・レン歌唱バージョンをひとしずく×やま△アカウントからも投稿。
    - 「言ノ葉Project」公式サイトにて、歌詞を掲載[36]。

  - ニコニコ動画「ひとしずく×やま△ feat.悠佑＆ないこ（いれいす） - Mystic Parade【言ノ葉Project】」（ゲキ！チュウマイ（ID：24973895）、2023年7月5日投稿）
    - 「言ノ葉Project」第弐章として、楽曲「Mystic Parade」を提供し、悠佑とないこが歌唱。新規書き下ろし。
    - 同日、VOCALOID版として、鏡音リン・レン歌唱バージョンをひとしずく×やま△アカウントからも投稿。
    - 「言ノ葉Project BlackRose 分解探偵アウル」公式サイトにて、歌詞を掲載[88]。
- 『初音ミクかるた（CD付き）』（エンスカイ、2015年9月発売）[30][31][32]
  - 初音ミク・鏡音リン・鏡音レン・巡音ルカ・MEIKO・KAITOがかるたを読み上げ、この音声制作を担当。
  - CDのボーナストラックとして、本作のテーマ曲「いろはに人生帳」を提供し、同上のキャラクターが歌唱。新規書き下ろし。
  - 上記、楽曲MVの他、絵札・抽選プレゼントのジグソーパズルの作画として、鈴ノ助も参加。それぞれ新規描き下ろし。
- PSVita『初音ミク -Project DIVA- X』（SEGA、2016年3月24日発売）[89]
  - 楽曲「Amazing Dolce」（歌唱：MEIKO・鏡音リン・鏡音レン）を提供・収録。本作の為の新規書き下ろし。
- App Store/Google Play『神魔之塔《Tower of Saviors》』（Madhead、2013年1月27日-）[90]
  - YouTube「【初音未來 × 神魔之塔】ひとしずく×やま△ - Hunting Night feat. 鏡音リン、鏡音レン 【原創MV】」（神魔之塔 Tower of Saviors（@towerofsaviors）、2023年10月7日投稿）[91]
    - コラボ企画「【初音未來 × 神魔之塔】」にて、楽曲「Hunting Night」を提供し、 鏡音リン・レンが歌唱。本企画の為の新規書き下ろし。詳細不明。
- App Store/Google Play『プロジェクトセカイ カラフルステージ! feat. 初音ミク』（SEGA・Colorful Palette、2020年9月30日-）
  - 2023年3月11日、「ワンダーランズ×ショウタイム」へ楽曲「Mr. Showtime」を提供。[92]

#### その他
以下、ミュージックビデオ投稿日を含む初出楽曲名は太字で示す（確認中）。
- 音声合成ソフト
  - 2010年12月27日 - クリプトンより「鏡音リンレン・アペンド（RIN/LEN APPEND）」発売。発売当日にサンプル楽曲公開。楽曲「soundless voice」（[LEN：power(cold)]使用）を提供。[93][94]
  - 2012年12月5日 - クリプトンより「VOCALOID™3 Library MAYU」発売。同梱CDに楽曲「1000年タイムカプセル」を提供。新規書き下ろし。
  - 2022年12月15日 - 同月19日、CeVIOより「VoiSona 機流音」発売。楽曲「カイロスの騎士」を提供し、サンプルとして先行公開。新規書き下ろし。[95]
- ニコニコ動画「【ひとしずくP作曲!!】『北方三国志』の壮大なスケールを味わう!!」（バンブーちゃんねる、2011年6月13日投稿）[96]
  - 小説『三国志』（角川春樹事務所、著：北方謙三）を原作とした日中韓合同企画・漫画『三国志』（竹書房、作画：河承男、2011年5月23日発売）を刊行[97]する告知用PV。イメージ曲として、楽曲「はじまりの風」を提供。新規書き下ろし。
- ニコニコ動画「巨匠・菊地秀行の書き下ろし冒険伝奇小説!! 青い森の国」（バンブーちゃんねる、2011年10月14日投稿）[46]
  - 小説『青い森の国』（竹書房、著：菊地秀行）発売の告知用PV。イメージ曲として、ひとしずくが楽曲「青い森の国〜遥かな旅路へ〜」を提供。新規書き下ろし。動画内で使用されるイラストの作画は鈴ノ助（書影は未担当）。
    - 小説購入時の店舗別/上下巻同時購入特典として、鈴ノ助描き下ろし「スペシャルカバー」2種類＆『青い森の国〜遥かな旅路へ〜」フルバージョンCD』を配布。
- ニコニコ動画「【六兆年と一夜物語】脱力系が全力で歌ってみた【れいちゃる】」（㋚㋕㋟㋹、2012年4月16日投稿）[98]
  - 歌い手・れいちゃるによる歌ってみた動画。やま△がMIXを担当。
  - 原曲：ニコニコ動画「【IA】六兆年と一夜物語【オリジナル曲・PV付】」（kemu、2012年4月11日投稿）。
- メディアリミックス「ツキウタ。」シリーズ（ムービック、2012年12月7日-展開中）
  - ドラマCD『7月 文月 海　「さよなら夢花火」』（ムービック、2013年7月5日発売）[99]
    - 作中キャラクターによるボイスドラマと楽曲を収録。楽曲「さよなら夢花火」・「笹の葉ラブレター（原題:たなばたさま）」を提供し、文月海（CV：羽多野渉）が歌唱。2楽曲とも新規書き下ろし。

  - ドラマCD『ツキウタ。デュエットシリーズ（年長組1）文月 海＆霜月 隼「君に花を、君に星を」』（ムービック、2013年7月5日発売）[100]
    - 作中キャラクターによるボイスドラマと楽曲を収録。楽曲「君に花を、君に星を」を提供し、文月海（CV：羽多野渉）と霜月隼（CV：木村良平）が歌唱。新規書き下ろし。

  - ドラマCD『ツキウタ。シリーズ　7月(女子)姫川瑞希「彼は誰の夢」』（ムービック、2015年2月27日発売）[101]
    - 作中キャラクターによるボイスドラマと楽曲を収録。楽曲「彼は誰の夢」・「サンセット、リセット。（原題: 我は海の子）」を提供し、姫川瑞希（CV：石上静香）が歌唱。2楽曲とも新規書き下ろし。

  - ドラマCD『ツキウタ。シリーズ　文月 海「Beast Master」』（ムービック、2015年7月31日発売）[102][103]
    - 作中キャラクターによるボイスドラマと楽曲を収録。限定盤との2形態で販売。楽曲「Beast Master」を提供し、文月海（CV：羽多野渉）が歌唱。楽曲「透明ララバイ」を提供し、文月海（CV：羽多野渉）と弥生春（CD：前野智昭）が歌唱。2楽曲とも新規書き下ろし。

  - ドラマCD『ツキウタ。シリーズ　Seleasベストアルバム「星月」』（ムービック、2016年3月11日発売）[104][105]
    - 作中キャラクターによるドラマCDも収録したベストアルバム。通常盤・限定盤の2形態で販売。既存曲「彼は誰の夢」を姫川瑞希（CV：石上静香）が歌唱。

  - 舞台『2.5次元ダンスライブ「ツキウタ。」ステージ』（ムービック、2016年4月23日-5月1日開催、星陵会館）[106]
    - 既存曲「君に花を、君に星を」使用。
    - Blu-ray『2.5次元ダンスライブ「ツキウタ。」ステージ ver.WHITE＜通常版＞』（ムービック、2016年9月16日発売）[107]
      - 提供済み楽曲を歌唱する文月海（演：土井一海）が“Procellarum”メンバーとして登場。

    - Blu-ray『2.5次元ダンスライブ「ツキウタ。」ステージ アニメイト限定版』（ムービック、2016年9月16日発売）
      - 別チーム中心の「ver.BLACK」とセットの特別版。同梱DISC「ver.WHITE」は通常盤と同一。

  - ライブ『ツキウタ。ガールズライブ2016 in 横浜』（ムービック、2016年6月5日開催、横浜ベイホール）[108]
    - 提供済み楽曲を歌唱する姫川瑞希（CV：石上静香）が登場。歌唱楽曲不明。
    - DVD『ツキウタ。ガールズライブ2016 in 横浜』（ムービック、2017年1月27日発売）[109]

  - TVアニメ『ツキウタ。 THE ANIMATION』（studioぴえろ、2016年8月24日放送）
    - 8話EDとして、楽曲「mare～君と綴る航海日誌～」を提供し、文月海（CV：羽多野渉）が歌唱。新規書き下ろし。
    - DVD/Blu-ray『ツキウタ。 THE ANIMATION　第6巻』（ムービック、2017年2月24日発売）[58][59]
      - 8話を収録。同梱アルバム「エンディング曲CD」にも同楽曲収録。

  - ドラマCD『ツキウタ。シリーズ　姫川瑞希「夢守唄」』（ムービック、2016年8月26日発売）[110]
    - 作中キャラクターによるボイスドラマと楽曲を収録。既存曲「夢守唄」・「Glorious Memories」を提供し、姫川瑞希（CV：石上静香）が歌唱。

  - 舞台『2.5次元ダンスライブ「ツキウタ。」ステージ　第二幕　～月歌奇譚「夢見草」～』（ムービック、2016年10月27日-同月31日開催、Zeppブルーシアター六本木）[111]
    - 2016年放送のテレビアニメ版4話の劇中劇を再話。劇中歌として、楽曲「幻の花」を提供し、睦月始（演：校條拳太朗）・弥生春（演：仲田博喜）・霜月隼（演：友常勇気）・文月海（演：土井一海）が歌唱。既存曲「君に花を、君に星を」使用。
    - アルバム『2.5次元ダンスライブ「ツキウタ。」ステージ　第二幕劇中歌・年中組「夢幻花火」』（ムービック、2016年11月25日発売）[112]
    - Blu-ray『【ツキステ。】2.5 次元ダンスライブ「ツキウタ。」ステージ 第二幕 ～月歌奇譚「夢見草」～　月の章』（ムービック、2017年3月24日発売）[113]
    - Blu-ray『【ツキステ。】2.5 次元ダンスライブ「ツキウタ。」ステージ 第二幕 ～月歌奇譚「夢見草」～　桜の章』（ムービック、2017年3月24日発売）[114]
    - Blu-ray『【ツキステ。】2.5 次元ダンスライブ「ツキウタ。」ステージ 第二幕 ～月歌奇譚「夢見草」～　限定版』（ムービック、2017年3月24日発売）[115]
      - 上記、登場人物の主軸が異なる「月の章」と「桜の章」がセットの特別版。

  - 総合企画『ツキプロ祭・冬の陣 昼の部：ツキステ。LUNATIC LIVE/夜の部：そりくべ祭』（ムービック、2016年12月4日開催、パシフィコ横浜）[116][117]
    - 「LUNATIC LIVE」にて、既存曲「君に花を、君に星を」・「幻の花」を使用。
    - DVD/Blu-ray『【BD】ツキプロ祭・冬の陣 昼の部：2.5次元ダンスライブ　ツキステ。LUNATIC LIVE【特典無】』（ムービック、2017年5月26日発売）[118][119]

  - ライブ『TSUKIPRO LIVE 2017 ～After Valentine～』（ムービック、2017年2月19日開催、パストラルかぞ）[120]
    - 提供済み楽曲を歌唱する姫川瑞希（CV：石上静香）が登場。歌唱楽曲不明。

  - 舞台『2.5次元ダンスライブ「ツキウタ。」ステージ TRI! SCHOOL REVOLUTION!』（ムービック、2017年3月17日-同月26日開催、博品館劇場）[121]
    - 既存曲「君に花を、君に星を」・「Beast Master」・「透明ララバイ」使用。
    - Blu-ray『【ツキステ。】2.5次元ダンスライブ「ツキウタ。」ステージ TRI! SCHOOL REVOLUTION! Ver.WHITE』（ムービック、2017年9月8日発売）[122]
      - 提供済み楽曲を歌唱する文月海（演：土井一海）が“Procellarum”メンバーとして登場。
      - Blu-ray『【ツキステ。】2.5次元ダンスライブ「ツキウタ。」ステージ TRI! SCHOOL REVOLUTION! 限定版』（ムービック、2017年9月8日発売）[123]
        - 別チーム中心の「ver.BLACK」とセットの特別版。同梱DISC「ver.WHITE」は通常盤と同一。

  - 舞台『2.5次元ダンスライブ「ツキウタ。」ステージ 第4幕『Lunatic Party』』（ムービック、2017年10月11日-同月15日開催、Zeppブルーシアター六本木）[124]
    - 既存曲「Beast Master」・「透明ララバイ」使用。
    - Blu-ray『【BD】2.5次元ダンスライブ「ツキウタ。」ステージ 第4幕『Lunatic Party』』（ムービック、2018年4月6日発売）[125][126]
      - 通常盤と限定盤の2形態で販売。

  - 舞台『2.5次元ダンスライブ「ツキウタ。」ステージ 第5幕『Rabbits Kingdom』』（ムービック、2017年11月11日-12月22日開催、サンケイホールブリーゼ・アイア2.5シアタートーキョー）[127]
    - 既存曲「Beast Master」・「透明ララバイ」使用。
    - Blu-ray『【BD】2.5次元ダンスライブ「ツキウタ。」ステージ 第5幕『Rabbits Kingdom』白兎王国Ver.（通常版）』（ムービック、2018年6月29日発売）[128]
      - 提供済み楽曲を歌唱する文月海（演：土井一海）が“Procellarum”メンバーとして登場。

    - Blu-ray『【BD】2.5次元ダンスライブ「ツキウタ。」ステージ 第5幕『Rabbits Kingdom』限定版』（ムービック、2018年6月29日発売）[129]
      - 別チーム中心の「黒兎王国Ver.」とセットの特別版。同梱DISC「白兎王国Ver.」は通常盤と同一。

  - ライブ『TSUKISTA. Memorial Tour 2018』（ムービック、2018年2月13日-3月11日開催、6会場）[130]
    - EXシアター・よみうりランド・信義劇場Legacy Max・オリックス劇場・豊田市市民会館・仙台GIGSにて開催。提供済み楽曲を歌唱する文月海（演：土井一海）が“Procellarum”メンバーとして登場。会場を跨ぎ、使用曲複数。
    - DVD/Blu-ray『【BD】2.5次元ダンスライブ「ツキウタ。」ステージ Memorial Tour 2018』（ムービック、2018年9月28日発売）[131][132][133]
      - 通常版がDVD/Blu-ray、限定版がBlu-rayのみの3形態で販売。

  - 舞台『2.5次元ダンスライブ「ツキウタ。」ステージ 第六幕『紅縁』』（ムービック、2018年10月18日-11月8日開催、品川ステラボール）[134]
    - 既存曲「Beast Master」使用。
    - Blu-ray『2.5次元ダンスライブ「ツキウタ。」ステージ 第六幕『紅縁-赤の章-』＜通常版＞』（ムービック、2019年4月26日発売）[135]
    - Blu-ray『2.5次元ダンスライブ「ツキウタ。」ステージ 第六幕『紅縁』＜限定版＞』（ムービック、2019年4月26日発売）[136]

  - 舞台『2.5次元ダンスライブ「ツキウタ。」ステージ 第7幕『CYBER-DIVE-CONNECTION』』（ムービック、2018年12月5日-同月16日開催、ヒューリックホール東京・メルパルクホール）[137]
    - 既存曲「mare～君と綴る航海日誌～」使用。
    - Blu-ray『2.5次元ダンスライブ「ツキウタ。」ステージ 第7幕『CYBER-DIVE-CONNECTION』』（ムービック、2019年6月28日発売）[138]

  - ライブ『「ツキステ。」＆「スケステ」合同ダンスライブ『LUNATIC LIVE 2018 ver BLUE & RED』』ムービック、2018年12月26日-同月27日開催、大宮ソニックシティ）[139][140]
    - 既存曲「君に花を、君に星を」を文月海（演：土井一海）と霜月隼（演：TAKA）が歌唱。
    - DVD/Blu-ray『LUNATIC LIVE 2018 ver BLUE & RED』（ムービック、2019年7月26日発売）[141][142]

  - 舞台『2.5次元ダンスライブ「ツキウタ。」ステージ 第8幕『TSUKINO EMPIRE』』（ムービック、2019年3月27日-同月31日開催、舞浜アンフィシアター）[143]
    - 既存曲「mare～君と綴る航海日誌～」・「君に花を、君に星を」使用。
    - Blu-ray『2.5次元ダンスライブ「ツキウタ。」ステージ 第８幕『TSUKINO EMPIRE -Unleash your mind.-』』（ムービック、2019年10月25日発売）[144][145]
      - 通常版・インペリアルボックスの2形態で販売。

  - ライブ『Miracle Moon Festival　-TSUKIUTA. VIRTUAL LIVE 2019 Four Seasons-』（ムービック、2019年8月9日-同月12日開催、幕張メッセ）[146]
    - シリーズ初の3Dライブ。既存曲「君に花を、君に星を」・「Beast Master」使用。
    - Blu-ray『【BD】ツキウタ。　Miracle Moon Festival -TSUKIUTA. VIRTUAL LIVE 2019 Four Seasons-』（ムービック、2020年1月24日発売）[147]

  - TVアニメ『ツキウタ。 THE ANIMATION』（studioぴえろ、2020年11月11日放送）
    - 6話EDとして、楽曲「Valiant Journey」を提供し、文月海（CV：羽多野渉）が歌唱。新規書き下ろし。
    - DVD/Blu-ray『ツキウタ。 THE ANIMATION2　第3巻』（ムービック、2021年11月26日発売）[148][149]
      - 6話を収録。同梱アルバム「エンディング曲CD」にも同楽曲と「Valiant Journey -off vocal-」を収録。

  - ドラマCD『ツキウタ。キャラクターCD・4thシーズン8　文月 海「夢送り人」(CV：羽多野 渉）』（ムービック、2021年3月26日発売）[150]
    - 作中キャラクターによるボイスドラマと楽曲を収録。楽曲「夢送り人」を提供し、文月海（CV：羽多野渉）が歌唱。新規書き下ろし。「夢送り人 -off vocal-」も収録。

  - ドラマCD『ツキウタ。キャラクターCD・3rdシーズン8　姫川瑞希「Dramatical Hunter」（CV：石上静香）』（ムービック、2021年3月26日発売）[151]
    - 作中キャラクターによるボイスドラマと楽曲を収録。楽曲「Dramatical Hunter」を提供し、姫川瑞希（CV：石上静香）が歌唱。新規書き下ろし。「Dramatical Hunter -off vocal-」も収録。

  - ドラマCD『「ツキウタ。」キャラクターCD・5thシーズン8　文月 海＆霜月 隼「Crazy Buddy」』（ムービック、2021年3月26日発売）[152]
    - 作中キャラクターによるボイスドラマと楽曲を収録。楽曲「Crazy Buddy」を提供し、文月海（CV：羽多野渉）・霜月隼（CV：木村良平）が歌唱。新規書き下ろし。「Crazy Buddy -off vocal-」も収録。

  - 舞台『2.5次元ダンスライブ「ツキウタ。」ステージGirl’s Side MEGASTA.『FIRST DREAM -あなたとみるはじめてのゆめ-』[153]』（ムービック、2021年4月7日-同月11日開催、草月ホール）
    - 既存曲「夢守唄」使用。
    - DVD/Blu-ray『2.5次元ダンスライブ「ツキウタ。」ステージ Girl’s Side MEGASTA. 『FIRST DREAM -あなたとみるはじめてのゆめ-』』（ムービック、2021年10月29日発売）[154][155]

  - 舞台『2.5次元ダンスライブ｢ツキウタ。」ステージ 第13幕『月野百鬼夜行綺譚 依依恋恋』』（ムービック、2022年11月25日-12月4日開催、ヒューリックホール東京）[156]
    - 既存曲「君に花を、君に星を」使用。
    - Blu-ray『【BD】2.5次元ダンスライブ｢ツキウタ。」ステージ第13幕「月野百鬼夜行綺譚 依依恋恋」』（ムービック、2023年6月30日発売）[157]

  - 舞台『2.5次元ダンスライブ「ツキウタ。」ステージGirl’s Side MEGASTA. Episode2『Goodbye my dear Frenemy.』』（ムービック、2022年12月17日-同月25日開催、ヒューリックホール東京）[158]
    - 既存曲「夢守唄」使用。
    - Blu-ray『【BD】2.5次元ダンスライブ「ツキウタ。」ステージ Girl’s Side MEGASTA. Episode2「Goodbye my dear Frenemy.」』（ムービック、2023年7月28日発売）[159]

  - ドラマCD『「ツキウタ。」キャラクターCD・4thシーズン4　照瀬結乃＆姫川瑞希「Shiny Symphony」』（ムービック、2023年10月27日発売）[160]
    - 作中キャラクターによるボイスドラマと楽曲を収録。楽曲「乙女風情」を提供し、姫川瑞希（CV：石上静香）が歌唱。新規書き下ろし。「乙女風情 -off vocal-」も収録。

  - 舞台『2.5次元ダンスライブ｢ツキウタ。」ステージ 第14幕『Rabbits Kingdom Resurrection』』（ムービック、2023年11月17日-同月26日開催、ヒューリックホール東京）[161]
    - 既存曲「Crazy Buddy」使用。
    - 上映会『「ツキウタ。」劇場版アニメ公開直前！ 『ツキステ。第14幕「Rabbits Kingdom Resurrection」』Blu-ray先行上映会』ムービック、2024年5月18日開催、アニメイトシアター）[162]
    - Blu-ray『【BD】2.5次元ダンスライブ｢ツキウタ。」ステージ 第14幕「Rabbits Kingdom Resurrection」』（ムービック、2024年5月31日発売）[163]
- YouTube「ファミ通文庫『奈落英雄のリベリオン』プロモーションビデオ」（ebtvjp（@ebtv）、2014年2月21日投稿）[164]
  - 小説『奈落英雄のリベリオン』（ファミ通文庫、著：朝凪シューヤ）発売の告知用PV。楽曲「明日への系譜」を提供。新規書き下ろし。
- ライブ『ニコニコ超パーティーIII』（ニコニコ超会議実行委員会、2014年4月26日-同月27日開催、幕張メッセ）[165]
  - 本企画テーマソングとして、楽曲「Party×Party」を提供し、ニコニコ動画で先行公開[166]。
- コマーシャル「グリコ 冷やして鳴らそうお菓子のいい音」（制作：加速サトウ（Composition inc.）、2016年5月24日実施）[167][168][169][170]
  - 江崎グリコ×クリプトン・フューチャー・メディアのコラボ企画「冷やして鳴らそう♪お菓子のいい音」の為のCM楽曲を提供。
- 「1/1440 Music」に楽曲提供「Naked Lady」
- 『One Minutes Music vol.1』に楽曲収録「Naked Lady」

## 著作
以下、著者はひとしずく、書影・挿絵は鈴ノ助が担当。ひとしずくは、自身が2010年に発表した楽曲『秘蜜〜黒の誓い〜』を原案とした小説『秘蜜 黒の誓い』を自著したことで、2012年に小説家デビューを果たした。

### 小説
- 『秘蜜 黒の誓い』
  - PHP研究所、2012年9月20日、ISBN 9784569806600[171]。
  - PHP研究所（文庫版）、2015年8月5日、ISBN 9784569764344[172]。
- 『Bad ∞ End ∞ Nigtht 上巻』
  - 一迅社、2014年11月28日、ISBN 9784758046435[173]。
- 『Bad ∞ End ∞ Nigtht 下巻』
  - 一迅社、2014年11月28日、ISBN 9784758046442[173]。
- 『からくり卍ばーすと 上 白き狼の閃光』
  - PHP研究所、2015年11月24日、ISBN 9784569827483[174]。
- 『からくり卍ばーすと 下 紅き椿の葬列』
  - PHP研究所、2015年11月24日、ISBN 9784569827490[175]。
- 『ミスルトウ〜約束の宿り木〜』
  - 一迅社、2016年3月30日、ISBN 9784758048163[176]。

## 原作・原案

### ディスコグラフィ
|          | 発売日   | 発売日   | 発売日   | タイトル                                 | レーベル     | 収録曲 | 備考 |
| 年       | 月       | 日       |          | タイトル                                 | レーベル     | 収録曲 | 備考 |
| 商業販売 | 商業販売 | 商業販売 | 商業販売 | 商業販売                                 | 商業販売     | 商業販売 | 商業販売 |
| -------- | -------- | -------- | -------- | ---------------------------------------- | ------------ | --- | --- |
| ―        | '09      | 6        | 10       | Prism                                    | Peertone     | 提供楽曲：「soundless voice」ひとしずく feet.下田麻美                                                                                    | 鏡音リン・レンのサンプリング音声元である声優・下田麻美によるカバーアルバム。                                                                           |
| ―        | '10      | 9        | 23       | valuable sheaves                         | dmARTS       | 提供楽曲：「soundless voice」ひとしずく feet.VALSHE                                                                                      | 歌い手・VALSHEのカバーアルバム。 |
| ―        | '12      | 4        | 18       | EXIT TUNES PRESENTS SEKIHAN the TREASURE | EXIT TUNES   | 提供楽曲： | 歌い手・赤飯のアルバム。楽曲協力（Secret Track参照）。                                                                                                 |
| ―        | '12      | 6        | 19       | 赤BAN                                    | EXIT TUNES   | 提供楽曲：「Crazy ∞ nighT」ひとしずく×やま△ feet.赤飯                                                                                    | 歌い手・赤飯のカバーアルバム。 |
| ―        | '13      | 12       | 4        | 松下下上上←→AB                           | EXIT TUNES   | 提供楽曲：「Twilight ∞ nighT」ひとしずく×やま△ feet.松下・eclair・おさむらいさん・柿チョコ・ぐるたみん・しゃむおん・nero・ゆう十・リシェ | 歌い手・松下のカバーアルバム。 |
| ―        | '14      | 1        | 15       | EXIT TUNES PRESENTS 神曲を歌ってみた 8   | EXIT TUNES   | 提供楽曲：「Bad ∞ End ∞ Night」ひとしずく×やま△ feet.いかさん                                                                            | ネット上で人気の歌い手によるカバー楽曲を収録したコンピレーション・アルバム。                                                                           |
| ―        | '14      | 2        | 26       | WHICH                                    | Due. RECORDS | 提供楽曲：「Bad ∞ End ∞ Night」ひとしずく×やま△ feet.96猫・小林ゆう                                                                      | 歌い手・96猫の3rdアルバム。ボーナストラックとして収録。                                                                                                |
| ―        | '15      | 1        | 7        | ボクらの最終定理                         | EXIT TUNES   | 提供楽曲：「Bad ∞ End ∞ Night」ひとしずく×やま△ feet.いかさん                                                                            | 歌い手・いかさんのカバーアルバム。 |
| ―        | '15      | 1        | 7        | ボクらの最終定理                         | EXIT TUNES   | 提供楽曲：「Crazy ∞ nighT」ひとしずく×やま△ feet.いかさん                                                                                | 歌い手・いかさんのカバーアルバム。 |
| ―        | '15      | 10       | 28       | GOTHIC & HORROR "歌ってみた" 収録CD      | U/M/A/A Inc. | 提供楽曲：「秘蜜〜黒の誓い〜」ひとしずく×やま△ feet.柿チョコ                                                                             | 西洋”ゴシックファンタジー”の世界観をテーマにしたVOCALOIDコンピレーション・アルバム『Various Artists feat. 初音ミク 『Gothic & Horror』』の店舗別特典。 |
| ―        | '18      | 3        | 7        | MUSICALOID #38 彼方乃サヤ盤              | EXIT TUNES   | 提供楽曲：「Crazy ∞ nighT」ひとしずく×やま△ feet.神田沙也加 (SAYAKA) ・速水奨・江口拓也・新田恵海                                        | 歌手・神田沙也加によるVOCALOID楽曲カバーアルバム。 |
| ―        | '22      | 12       | 14       | MUSICALOID #38 Curtain Call!             | EXIT TUNES   | 提供楽曲：「Crazy ∞ nighT」ひとしずく×やま△ feet.神田沙也加 (SAYAKA) ・速水奨・江口拓也・新田恵海                                        | 神田沙也加によるVOCALOID楽曲カバーアルバムをシリーズベスト化した追悼盤。DVD付属。                                                                      |
| ―        |          |          |          |                                          |              | | |
| ―        |          |          |          |                                          |              | | |

- オーケストラ「初音ミクシンフォニー」関連作品
  - 初音ミクシンフォニー2017にて公演「四季折の羽」
  - 初音ミクシンフォニー2018にて公演「四季折の羽」
  - 初音ミクシンフォニー2019オーケストラライブCDに楽曲収録「Bad ∞ End ∞ Nightシリーズ全4曲メドレー」
  - 初音ミクシンフォニー2022にて公演「Bad ∞ End ∞ Nightシリーズ全4曲メドレー」
  - 「初音ミクシンフォニー2024」東京公演にて公演「Synchronicityシリーズ3部作」
- 初音ミク「マジカルミライ10th公演」にて楽曲公演「Amazing Dolce」
- SEGAプロジェクトセカイ カラフルステージ! feat. 初音ミク「セカイシンフォニー2024大阪公演」にて公演「Mr. Showtime」

### リアルイベント
- 舞台に音楽提供（やま△）（詳細不明、2011年）[178]
- ライブ『NICOBARNINGツアー2013』（ニコバー、2013年7月27日・8月23日・8月31日公演）[179][180]
  - 札幌・東京・大阪で開催されたボカロP・歌い手・踊り手・演奏者による総合エンターテイメント。楽曲「いたちごっこ∞らヴぁーず」を提供。
- ライブ『HATSUNE Appeanrace『夏祭初音鑑』』（ANGEL Project、2013年8月21日-同月29日公演、ベルサール秋葉原）[181][182][183]
  - 初音ミク、鏡音リン・レン、巡音ルカによるライブ。楽曲「背徳の花」を提供し、鏡音リン・レンが歌唱。
  - 上映会「『初音ミク　HATSUNE Appearance　夏祭初音鑑』BD/DVD発売直前上映会」（アニメイト、2014年1月24日、アニメイト横浜店）
    - 本公演のDVD/Blu-ray発売記念として、特別編集版を上演[25]。
- 総合企画「ニコニコ超会議」
  - ライブ『ニコニコ超パーティーIII』（ニコニコ超会議実行委員会、2014年4月26日-同月27日開催、幕張メッセ）[165]
    - ニコニコ動画「超パーティーⅢ出演者たちで「Party×Party」踊ってみた」（ニコニコ超パーティーチャンネル、2014年4月23日投稿）[184]
      - 本企画テーマソングとして、提供した楽曲「Party×Party」使用。『ニコニコ超パーティーIII』企画開催直前の告知PV。

    - ニコニコ生放送「ニコニコ超パーティーIII supported by an 〜Last Night〜 in ニコニコ超会議3」（ニコニコエンタメチャンネル、2014年4月27日放送）[185]
      - 『ニコニコ超パーティーIII』DAY2を生配信。「VOCALOID LIVE」内で楽曲「Party×Party」を使用。タイムシフト非公開。
- tbi企画 cafe ミスルトウ　Produced by ひとしずく×やま△が11〜12月オープン
- タカラッシュ企画・サンリオピューロランドにてBad ∞ End ∞ Night 謎解きイベントを開催
- オーケストラ「初音ミクシンフォニー」
  - 初音ミクシンフォニー2017にて公演「四季折の羽」
  - 初音ミクシンフォニー2018にて公演「四季折の羽」
  - 初音ミクシンフォニー2019にて公演「Bad ∞ End ∞ Nightシリーズ全4曲メドレー」
  - 初音ミクシンフォニー2022にて公演「Bad ∞ End ∞ Nightシリーズ全4曲メドレー」
  - 「初音ミクシンフォニー2024」東京公演にて公演「Synchronicityシリーズ3部作」
- 初音ミクMUSIC CAFEにテーマソング楽曲提供「DreamenD」
- 総合企画「マジカルミライ」
  - 初音ミク「マジカルミライ2020」にて楽曲公演「Amazing Dolce」
  - 初音ミク「マジカルミライ10th公演」にて楽曲公演「Amazing Dolce」
- ahamo企画・オンラインライブ「つながる詩の日」に歌い手PAREDと出演・楽曲提供「ナンセンスゲーム」
- 「初音ミク×鼓童スペシャルライブ2023 〜結〜」にて楽曲公演「Amazing Dolce」
- リアル体験型お化け屋敷「オバケン」とのコラボミッションクリア型ホラーアトラクション「狂気の紅茶会」を開催「Sister's ∞ mercY」
- SEGAプロジェクトセカイ カラフルステージ! feat. 初音ミク「セカイシンフォニー2024大阪公演」にて公演「Mr. Showtime」

### 映像作品
- DVD/Blu-ray『初音ミク HATSUNE Appearance 夏祭初音鑑』（KADOKAWA、2014年1月31日発売）[25]
  - 2013年開催の同名ライブ東京公演でのステージ映像を収録。楽曲「背徳の花」を提供し、鏡音リン・レンが歌唱。
  - 店舗別特典として、アルバム『初音ミク HATSUNE Appearance 夏祭初音鑑 アニメイト・ゲーマーズ限定版 LIVE音源CD』が付属（2枚組）。
- オーケストラ「初音ミクシンフォニー」関連作品
  - 初音ミクシンフォニー2017にて公演「四季折の羽」
  - 初音ミクシンフォニー2018にて公演「四季折の羽」
  - 初音ミクシンフォニー2019にて公演「Bad ∞ End ∞ Nightシリーズ全4曲メドレー」
  - 初音ミクシンフォニー2022にて公演「Bad ∞ End ∞ Nightシリーズ全4曲メドレー」
  - 「初音ミクシンフォニー2024」東京公演にて公演「Synchronicityシリーズ3部作」

### ゲーム
- PSVita『うた組み575』（SEGA、2014年1月23日発売）
  - 2014年2月発売の俳句・川柳のモーラを利用したリズムゲーム。楽曲「とりっくおあとりーと」収録。本作の為の書き下ろし。
- 「maimai」シリーズ
  - アーケード用リズムゲームシリーズ。ボカロPとのコラボ曲シリーズとしてメディアリミックス「言ノ葉Project」へと発展[36]。
  - 『maimai』（SEGA、2012年7月11日-）[186]
    - 2015年12月、「maimai」ジャンルとして、既存曲「言ノ葉遊戯」（歌唱：S!Nと高橋菜々）を実装。本作の為の書き下ろし。
    - 「niconico＆VOCALOIO™」ジャンルとして、既存曲「Bad ∞ End ∞ Night」を実装（開始時期不明）。

  - 『maimai でらっくす BUDDiES』（SEGA、2023年9月14日-稼働中）[187][188]
    - 「maimai」ジャンルとして、既存曲「Mystic Parade」（歌唱：悠佑とないこ）を実装。本作の為の書き下ろし。
    - 「niconico＆VOCALOIO™」ジャンルとして、既存曲「Bad ∞ End ∞ Night」を実装（開始時期不明）。
- 「CHUNITHM」シリーズ
  - アーケード用リズムゲーム。
  - 『CHUNITHM』（SEGA、2015年7月16日-）
    - 2015年12月、既存曲「言ノ葉遊戯」（歌唱：S!Nと高橋菜々）を使用。

  - 既存曲「Crazy ∞ nighT」を提供（開始時期不明）[189]。
  - 2015年12月、「soundless voice」
- 「初音ミクProject DIVA」シリーズ
  - アーケード『初音ミク Project DIVA Arcade Future Tone』（SEGA、2013年11月21日発売）[190]
    - 2015年12月、楽曲「soundless voice」を実装。

  - PSVita『初音ミク -Project DIVA- X』（SEGA、2016年3月24日発売）[89]
    - 楽曲「Amazing Dolce」（歌唱：MEIKO・鏡音リン・鏡音レン）を提供・収録。本作の為の新規書き下ろし。

  - PS4『初音ミク -Project DIVA- X HD』（SEGA、2016年8月25日発売）[89]
    - 上記ソフトのPS4版。楽曲「Amazing Dolce」を収録。

  - Switch『初音ミクProject DIVA MEGA39’s』（SEGA、2020年2月13日発売）[40]
    - 楽曲「soundless voice」を収録。
    - 『初音ミク Project DIVA MEGA39’s 10th アニバーサリーコレクション』（通常版とは別に同時発売）
      - 同梱特典『初音ミク Project DIVA MEGA39’s CDコレクション』のDISC1にも収録。

  - Steam『初音ミク Project DIVA MEGA39's+』（SEGA、2022年5月27日発売）[191]
    - 楽曲「soundless voice」を収録。
- App Store/Google Play『Café Twilight』（NABLATEAR、2021年2月5日-）[2]
  - ひとしずく×やま△自身で制作した同人リズム＆ノベルゲーム。有償。
  - 無料体験版として、『Café Twilight Lite』もリリース。

### その他
- JOYSOUNDカラオケ配信
  - 2011年 - 楽曲「からくり卍ばーすと」・「雨夢楼」[192]
  - 2014年 - 楽曲「迷走ラプソディ」・「Twilight_nighT」[166]
- メディアリミックス「ACTORS」シリーズ
  - ドラマCD『アクターズ - Deluxe Duet Edition -』（EXIT TUNES、2015年3月4日発売）[193]
    - 作中キャラクターによるVOCALOID楽曲カバーアルバムとボイスドラマを収録。
    - 楽曲「からくり卍ばーすと」を光司陽太（CV：保志総一朗）と飯盛駆（CV：浅沼晋太郎）が歌唱。

  - ドラマCD『ACTORS -Deluxe Dream Edition-』（EXIT TUNES、2021年1月6日発売）[194]
    - 作中キャラクターによるVOCALOID楽曲カバーアルバムとボイスドラマを収録。
    - 楽曲「イカサマ⇔カジノ」を光司陽太（CV：保志総一朗）と東本桂士（CV：杉山紀彰）が歌唱。
- オリジナルパロディトークＣＤ synchronicity〜巡る世界のレクイエム〜　制作：ひとしずく
- アルバム『KARENT presents 鏡音リン・レン 10th Anniversary -LODESTAR-』（KARENT、2017年12月27日発売）[195]
  - 鏡音リン・レン10周年記念アルバム。音楽カード「SONOCA」を同梱し、収録されたボイスドラマ「第二幕　祝☆10周年誕生祭、開催！〜前夜祭〜」の脚本をひとしずくが担当。
- 『Megurinemotion feat.巡音ルカ』
  - 特典ドラマ台本制作：ひとしずく

## その他活動

### 出演
- イベント詳細不明（2011年）
  - 2011年発売の『「聖闘士星矢 THE LOST CANVAS 冥王神話」キャラクターソング アルバム』（dmARTS）発売記念イベント。
  - 楽曲「Deadend Game」を提供したボカロPとして登壇[65]。
- ニコニコ生放送「「小室哲哉 meets VOCALOID」発売記念特番 第2部 『TK with ボカロP対談』」（Nico Nico Music、2012年3月28日）[196]
  - アルバム『小室哲哉 meets VOCALOID』発売記念として、小室哲哉と参加ボカロPとの対談にひとしずくとやま△2人組での出演。
- ライブ『NICOBARNINGツアー2013』（ニコバー、2013年7月27日・8月23日・8月31日）[179][180]
  - 札幌・東京・大阪で開催されたボカロP・歌い手・踊り手・演奏者による総合エンターテイメント。自身も登壇（会場・日程不明）。
- ニコニコ生放送「木曜ニコラジ★ひとしずくP＆やま△の制作超秘話ポロリ！」（ニコニコエンタメチャンネル、2013年4月18日放送）
  - 創作秘話を語るゲストとして、ひとしずくとやま△2人組での出演。有料会員のみタイムシフト公開中（2024年11月現在）。[197]
- ニコニコ生放送「火曜ニコラジ★ゲストは『ひとしずくP』『やま△』が生登場！」（ニコニコエンタメチャンネル、2014年8月5日放送）[198]
  - 「コミックマーケット 86」参加者をゲストに迎える「コミケWEEK」として、ひとしずくとやま△2人組での出演。有料会員のみタイムシフト公開中（2024年11月現在）。
- ニコニコ生放送「『からくり卍ばーすと（上）〜白き狼の閃光』発刊記念！ニコニコ生放送　出演：ひとしずくＰさん＆鈴ノ助さん」（PHP-COMIXチャンネル、2015年11月29日）[199]
  - 小説『からくり卍ばーすと（上）〜白き狼の閃光』の発売記念生放送。書影/挿絵作画の鈴ノ助と共にひとしずく出演。タイムシフト非公開。
- Amazonプライム・ビデオ限定配信ドキュメンタリー番組「Invisible TOKYO」に出演：ひとしずく
- ahamo企画・オンラインライブ「つながる詩の日」に歌い手PAREDと出演・楽曲提供「ナンセンスゲーム」
- 音楽アプリ「Listen to me」にて4月プロデューサーに就任

### 取材協力など
- 雑誌『2.5 SONG MATE ニコソンメイト - Vol.3』（FOOL'S MATE、2012年4月16日発売）[200]
  - 歌い手専門雑誌。ボカロPとして、ひとしずく×やま△インタビュー掲載。
- 単行本『初音ミク 10th Anniversary Book special CD』（KADOKAWA、2017年8月31日発売）[38][39]
  - 初音ミク10周年記念本。「思い出のミク曲39選」特集にて、楽曲「Bad ∞ End ∞ Night」が紹介され、作者コメントも掲載。
  - 同梱CDに楽曲「It's a Dragon Party」を提供。
  - 「初音ミク10周年記念イラストレーション」特集内には、Twitterにて、初音ミク 公式（@cfm_miku）でのカウントダウンイラストに使用されたイラストとして、鈴ノ助のイラストも掲載[201][202]。